# Joe Biden
Pour les articles homonymes, voir Biden (homonymie).
Joseph Robinette Biden Jr., couramment appelé Joe Biden (/d͡ʒoʊ ˈbaɪ.dən/), né le 20 novembre 1942 à Scranton (Pennsylvanie), est un homme d'État américain. Membre du Parti démocrate, il est  sénateur des États-Unis (1973-2009) puis 47e vice-président des États-Unis (2009-2017) et 46e président des États-Unis (2021-2025).
Il s'installe dans l'État du Delaware  après avoir quitté sa ville natale avec sa famille. Diplômé en droit  de l'université de Syracuse en 1968,  il exerce la profession de  juriste. Il est élu au conseil du comté de New Castle en 1970.
En 1973,  élu dans le Delaware, il devient à 30 ans l'un des plus jeunes sénateurs des États-Unis  de l'histoire. Il perd tragiquement son épouse  Neilia et sa fille un mois après sa victoire, avant de se remarier avec Jill Jacobs en 1977. Au Sénat,   considéré comme un démocrate modéré, il préside la   commission judiciaire de 1987 à 1995,  puis la  commission des affaires étrangères à deux reprises entre 2001 et 2009. 
Candidat  malheureux aux primaires démocrates pour les élections présidentielles  de 1988 et  de   2008, il est choisi par Barack Obama pour être son  colistier  en 2008.  Devenu le premier vice-président américain de confession catholique, il est réélu  après  l'élection de 2012.  Durant ses deux mandats, il se consacre aux questions internationales et négocie avec les républicains pour faire adopter plusieurs réformes. Il renonce à une candidature à  l'élection présidentielle de 2016 en invoquant  la mort de son fils  Beau.
En 2020, en pleine pandémie de Covid-19, il s'impose aux primaires présidentielles démocrates face à  Bernie Sanders . Avec Kamala Harris comme colistière, il remporte ensuite  le  scrutin présidentiel  face à Donald Trump, président républicain sortant  qui  conteste les résultats et se voit mis en cause dans l'assaut meurtrier du Capitole. À 78 ans, Joe Biden devient le président des États-Unis le plus âgé en début de mandat (dépassé par Trump en 2025) et le deuxième  catholique après John Fitzgerald Kennedy.
Au début de  sa présidence, il entend mettre fin à la crise du Covid au moyen d'une politique de relance («  Bidenomics ») comparée au New Deal.  Il annule de nombreuses mesures de l'ère Trump et soutient une  loi  de contrôle modéré des armes à feu.  Alors que la Cour suprême des États-Unis – à majorité conservatrice depuis la présidence Trump –  revient sur le  droit fédéral à l'avortement, ce qui limite l'ampleur de la défaite annoncée du Parti démocrate aux  élections de mi-mandat , il y nomme la première  femme afro-américaine, Ketanji Brown Jackson. En 2023, les républicains tentent de le  destituer  pour des faits de corruption l'impliquant notamment avec son fils  Hunter.
En politique étrangère, Joe Biden acte le retrait total des États-Unis d'Afghanistan décidé par son prédécesseur, ce qui permet la reprise du pouvoir par les talibans. Après l'invasion russe de l'Ukraine, il prend des sanctions contre la Russie et supervise l'envoi d'armement à l'Ukraine, dont le gouvernement américain apparaît alors comme le principal soutien. De manière globale, sa présidence marque un réchauffement des relations avec 
les nations  alliées des États-Unis, notamment au niveau au niveau européen, ce qui contraste avec l'isolationnisme de l'administration Trump.
Alors que son bilan est globalement salué au sein de son parti dans un contexte toujours très polarisé avec l'influence persistante de Donald Trump, il se déclare candidat pour un second mandat et remporte les primaires démocrates en vue de l'élection présidentielle de novembre 2024. Toutefois, il fait l'objet d'inquiétudes grandissantes quant à sa santé physique et mentale, en particulier après un débat face à Donald Trump, sur fond de mauvais sondages. En juillet 2024, il retire sa candidature, une situation inédite depuis 1880 pour un président ayant exercé un seul mandat.  Il apporte son soutien à Kamala Harris, qui sera défaite par Trump.
En mai 2025, quatre mois après son départ de la Maison-Blanche, l'ouvrage Original Sin révèle comment ses partisans ont dissimulé son état de santé déclinant, notamment sur le plan cognitif. Son entourage annonce dans le même temps qu'il est atteint d'une forme « agressive » de cancer de la prostate.

## Situation personnelle

### Origine et famille
Joseph Robinette Biden, Jr. naît le 20 novembre 1942 à Scranton, en Pennsylvanie, dans une famille catholique irlandaise modeste. Il est le fils de Joseph Robinette Biden, Sr. (1915-2002) et de son épouse Catherine Eugenia Biden, née Finnegan (1917-2010). Le jour de sa naissance, son père fait publier la nouvelle dans le journal local le Scranton Times. Ses ancêtres irlandais sont originaires du comté de Londonderry, du comté de Louth et de la ville de Ballina. Sa grand-mère paternelle, Mary Elizabeth Biden (née Robinette), descend de huguenots français ayant émigré en Angleterre après le massacre de la Saint-Barthélemy puis en Amérique, en Pennsylvanie (ou en Virginie ou dans le Maryland). À propos de ses origines, Biden déclare souvent : 

« C'est le nom de ma grand-mère maternelle. C'est un nom français. Cela remonte à très longtemps. Il paraît que les Robinette sont venus avec La Fayette et ne sont jamais repartis. Mais je n'en sais rien. Ce n'est pas garanti. »

Joseph Biden est issu d'une famille de quatre enfants, dont il est l'aîné. Pendant son enfance, il est appelé « Joey » par sa famille. Il grandit avec sa sœur Valerie Biden Owens (en) et ses deux frères Francis et James, d'abord à Scranton puis, après ses 10 ans, à Claymont dans le comté de New Castle, État du Delaware, où son père (fils d'un ancien dirigeant d'American Oil Company ayant fait faillite,) vend des voitures. Il est d'ailleurs marqué par une anecdote que son père lui a raconté, où le patron de la concession de voitures renversa un seau rempli de dollars pour voir tous ses employés se jeter pour les ramasser, ce qui le rendit furieux et il démissionna le lendemain.

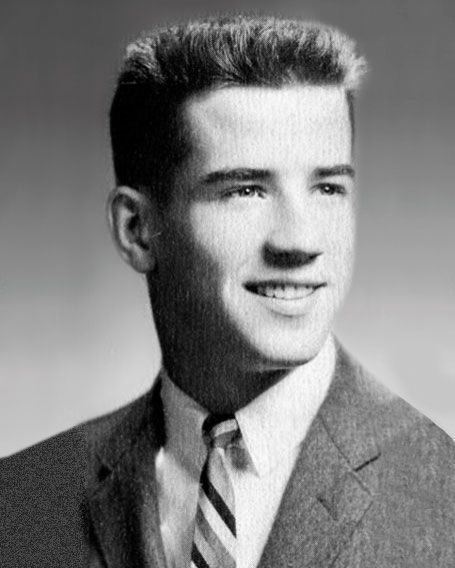
Joe Biden en 1961.

### Scolarité et études
Enfant, Joe Biden souffre de bégaiement,, un handicap qu'il devra surmonter tout au long de son existence,. Même le personnel de l'école catholique où il est scolarisé se moque de son handicap. Durant toute son enfance, ses parents l'amènent consulter un éminent professeur spécialiste de la parole, mais il ne trouve pas de solution à son handicap. Il franchit une grande étape dans sa lutte contre le bégaiement en prononçant un discours de rhétorique de cinq minutes dans son lycée catholique pour garçons, après avoir été longtemps dispensé de cet exercice. Une fois sénateur, il se met en contact avec l'American Institute for Stuttering (en) et aide de nombreuses personnes à surmonter leur bégaiement. Il obtient son diplôme en 1961, et hésite longtemps entre rejoindre une faculté de droit et entamer une carrière professionnelle dans le football américain.
Diplômé d'histoire et de science politique en 1965 à l'université du Delaware, il poursuit des études supérieures à la faculté de droit de l'université de Syracuse. Il y rencontre Neilia Hunter qu'il épouse en 1966 et avec qui il a trois enfants. Durant ses études, il se distingue par sa sobriété — il reste marqué par la consommation d'alcool dans sa propre famille — et par son refus de consommer du tabac et n'intègre aucune fraternité étudiante, ce qui est pourtant chose courante. Il obtient une bourse d'études d'un montant de 650 dollars délivrée par l'État du Delaware et trouve un emploi pour financer ses études. Sa bourse lui est renouvelée quand il entre à l'université de Syracuse et il doit continuer de travailler en parallèle de ses études.
Après avoir obtenu un diplôme en droit en 1968, il commence une carrière juridique à Wilmington (Delaware). Il sort diplômé tout en étant seulement 76e sur une promotion de 85 étudiants, à cause d'une affaire de plagiat dont il parvient à sortir indemne mais en étant tout de même sanctionné de la plus mauvaise note possible à l'examen. Il est admis au barreau de l'État du Delaware en 1969.

### Vie familiale

#### Premier mariage

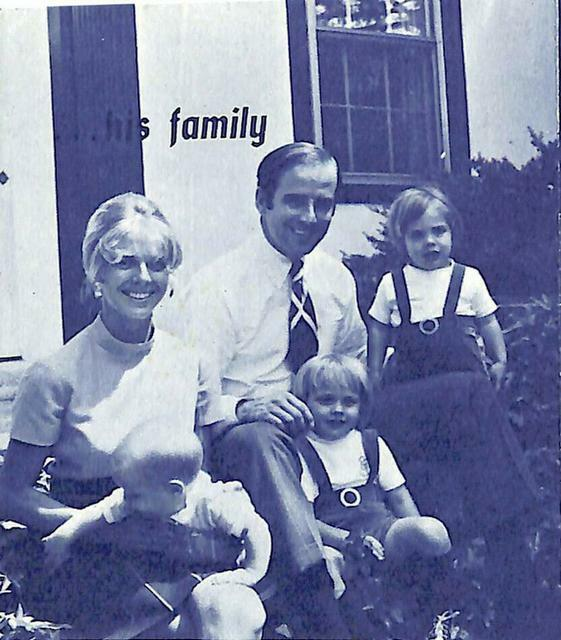
Neilia, Joe, Hunter, Naomi et Beau en 1972.

Joe Biden rencontre sa première épouse Neilia Hunter, une institutrice, pour la première fois en 1963 à Nassau, aux Bahamas, alors qu'il est en vacances du printemps (spring break),. Peu de temps après, Joe Biden déménage à Syracuse pour y suivre les cours de la faculté de droit. C'est après l'avoir rencontrée qu'il renonce au football américain et change profondément d'attitude. Le couple se marie le 27 août 1966,. Le couple déménage alors à Wilmington dans le Delaware, ville dans laquelle Joe Biden devient membre du conseil du comté de New Castle. Ils ont ensemble trois enfants : Beau (1969-2015), Hunter (1970) et Naomi (1971-1972). En décembre 1972, sa femme et leurs trois enfants sont victimes d'un accident de la route, leur voiture ayant été percutée par le tracteur d'une semi-remorque. Son épouse et sa fille Naomi Christina, âgée de 13 mois, sont tuées, et ses deux fils de trois et deux ans sont grièvement blessés. Élu sénateur, Biden prête serment depuis l'hôpital où ses garçons sont admis. Par la suite, Biden déclare plusieurs fois que le conducteur du camion conduisait sous l'empire d'un état alcoolique, mais la famille du chauffeur a nié cette affirmation et la police ne l'a jamais prouvée,,,.

#### Second mariage

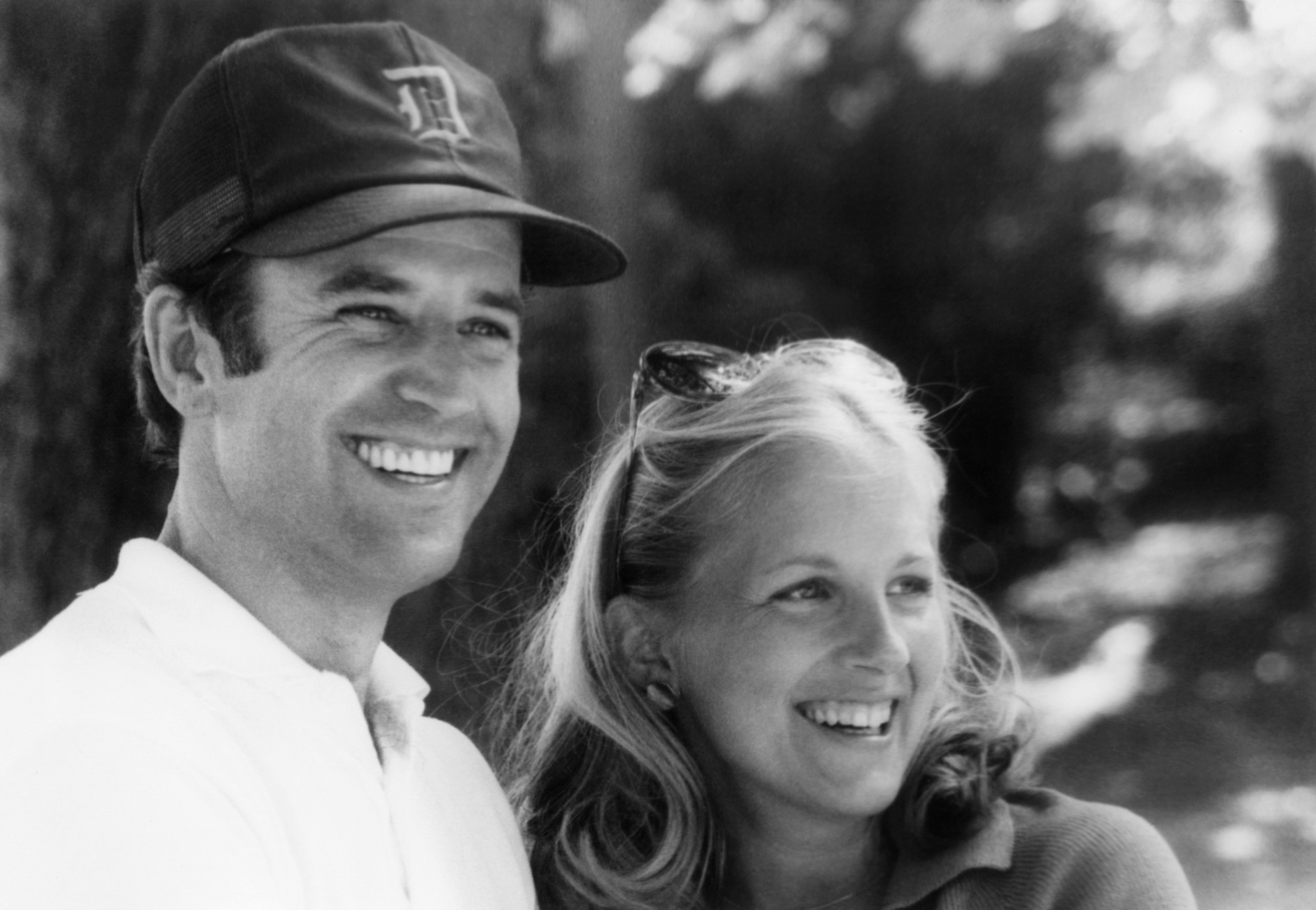
Joe Biden et Jill Jacobs, peu de temps après leur rencontre en 1975.

Le sénateur Joe Biden élève seul ses deux fils Beau et Hunter puis se remarie après deux ans de relation en 1977 avec Jill Tracy Jacobs, enseignante, titulaire d'un doctorat en sciences de l'éducation de l'université du Delaware, avec qui il a une fille, Ashley, née en 1981,,. Il explique dans ses Mémoires que ce sont ses fils qui l'ont convaincu de la demander en mariage, ce qu'elle accepta à la cinquième tentative. De même, ce sont ses fils qui lui annoncent la grossesse de Jill.
Son fils aîné, Beau Biden, est élu procureur général du Delaware en 2006 et 2010 après avoir été capitaine dans une unité de la garde nationale du Delaware, et avoir servi en tant que major durant la guerre en Irak de 2003,. Il meurt à 46 ans d'un cancer du cerveau, en 2015. Son second fils, (Robert) Hunter Biden, plus controversé, est avocat à Washington ; sa participation à partir de 2014 au directoire d'une des plus importantes compagnies gazières ukrainiennes, Burisma suscite des controverses en lien notamment avec la fonction de son père,,,. Ashley Biden, sa benjamine, est diplômée en anthropologie culturelle de l'université de Tulane ; écologiste engagée en faveur de l'environnement, elle a fondé une marque éthique et travaille comme travailleuse sociale. Par ses deux fils, Joe Biden est le grand-père de sept petits-enfants.

## Ascension politique

### Débuts
Joe Biden est membre du conseil du comté de New Castle, dont il occupe le 4e siège du 5 janvier 1971 au 1er janvier 1973. Pendant son mandat au conseil de comté, Biden s'oppose aux grands projets d'autoroutes, qui, selon lui, pourraient perturber les quartiers de Wilmington. Avant même d'être officiellement intronisé à ce mandat, Biden évoque déjà sa candidature sénatoriale quelques années plus tard,.

### Sénateur pour le Delaware
En novembre 1972, il est élu au Sénat des États-Unis sous l'étiquette du Parti démocrate : à l'âge de 29 ans, il devient le cinquième plus jeune sénateur de l'histoire. Il était proche d'être inéligible, car il fallait avoir 30 ans révolus lors du début du mandat[pertinence contestée]. Il prête serment depuis la chambre d'hôpital où ses fils sont hospitalisés à la suite de l'accident qui coûte la vie à leur mère et leur petite sœur. Il est constamment réélu jusqu'à son accession à la vice-présidence des États-Unis, recueillant régulièrement environ 60 % des votes.
Au Sénat, il est proche notamment de l'ancien vice-président Hubert Humphrey et de Ted Kennedy. Il est l'un des premiers soutiens de Jimmy Carter lors de la campagne pour l'élection présidentielle de 1976.

#### Politique intérieure

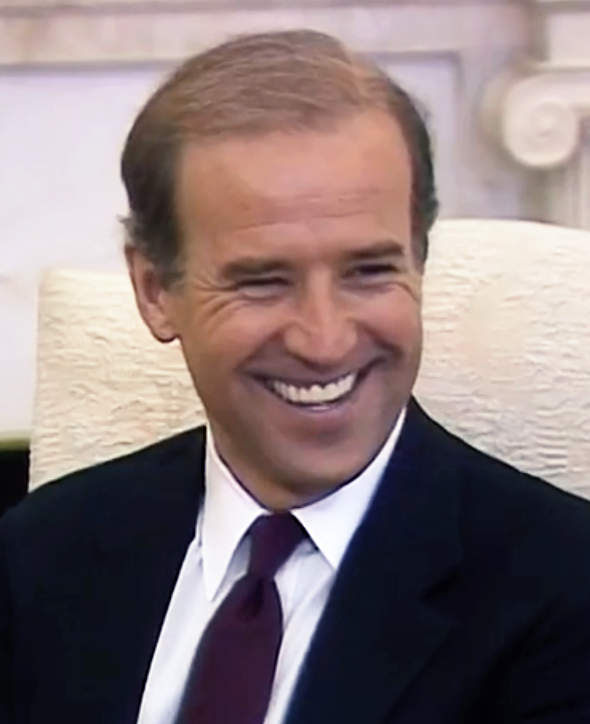
Joe Biden en 1987.

Président de la commission judiciaire du Sénat de 1987 à 1995, Joe Biden parvient à bloquer la nomination de Robert Bork à la Cour suprême des États-Unis et tente aussi, sans succès, de bloquer celle de Clarence Thomas, lors de sa nomination par le président George H. W. Bush. Les deux procédures sont marquées au Sénat par des attaques personnelles.
Parmi les lois dont Joe Biden est l'auteur ou le coauteur, la plus reconnue est celle de 1994 sur les crimes violents intitulée Violent Crime Control and Law Enforcement Act of 1994, plus connue sous le nom de « Biden Crime Law », celle également contre la violence domestique sur les femmes de 2000 (Violence Against Women Act of 2000) mais dont une partie est déclarée par la suite inconstitutionnelle et enfin les lois contre les narcotrafiquants. Joe Biden est un farouche partisan de la propriété intellectuelle, lié à la Recording Industry Association of America, la Motion Picture Association of America et la Business Software Alliance. Il est un fort soutien du Digital Millennium Copyright Act.

#### Au comité des affaires étrangères
Membre du comité des affaires étrangères du Sénat, il en devient le chef de la minorité démocrate en 1997. En tant que tel, il est l'un des premiers, au milieu des années 1990, à demander la levée de l'embargo sur les armes à destination des musulmans de Bosnie lors de la guerre de Bosnie-Herzégovine et à qualifier le président serbe Slobodan Milošević de criminel de guerre. En avril 1993, il se rend pendant une semaine en Yougoslavie et rencontre le président Slobodan Milošević dans une rencontre jugée tendue. Il fut le coauteur en 1999, avec le républicain John McCain, futur adversaire d'Obama en 2008, d'une résolution du Congrès autorisant le président Bill Clinton à utiliser la force nécessaire pour faire cesser les violences contre les droits de l'homme au Kosovo,.
Après les attentats du 11 septembre 2001, en tant que président du Comité des affaires étrangères du Sénat, il est le premier élu américain à se rendre en Afghanistan, en janvier 2002, après la chute des talibans. Durant la présidence de George W. Bush, il soutient ainsi le président Hamid Karzai contre ceux qui, au sein de l'administration Bush, préfèrent modérer son pouvoir en favorisant un schéma décentralisé et régional, quitte à favoriser les seigneurs de guerre.

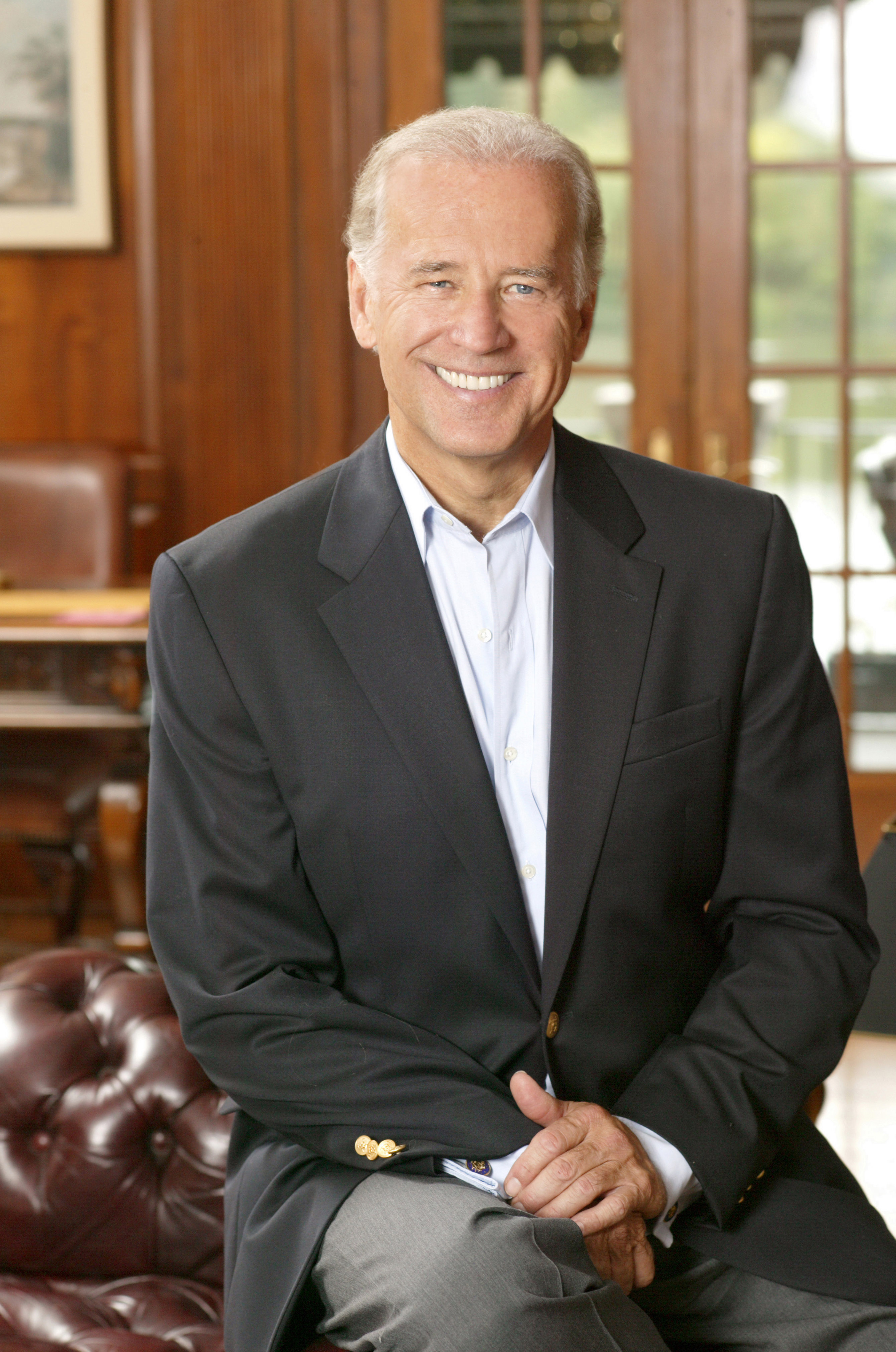
Joe Biden en 2005.

Par ailleurs, Joe Biden organise des auditions sur l'Irak. Il en conclut alors que les États-Unis « n'ont d'autre choix que d'éliminer Saddam Hussein » mais soutient une opération menée dans le cadre de l'ONU. Comme l'extrême majorité[Quoi ?] du Congrès, il vote également en faveur du Patriot Act et, en octobre 2002, en faveur de la résolution autorisant le président George W. Bush à mener des opérations militaires à l'encontre de l'Irak,. Il n'en devient pas moins l'un des plus virulents critiques de la gestion de l'après-guerre, proposant la prise en charge par la communauté internationale de l'occupation du pays, ainsi que la partition de l'Irak entre chiites, sunnites et Kurdes. L'historien Jean-Pierre Filiu estime que « la vision de l'Irak par Biden est définie par des critères strictement confessionnels, sans prise en compte du sentiment national irakien, ni des conséquences pour le reste du Moyen-Orient d'un éclatement du pays. […] Dans un Irak encore largement multicommunautaire, surtout à Bagdad, le « plan Biden » aurait contribué, s'il avait été adopté, à accélérer le nettoyage ethnique perpétré par les milices confessionnelles. »
Il considère aussi que l'administration Bush se concentre trop sur l'Irak au détriment de l'aide à la reconstruction de l'Afghanistan. Après y avoir été favorable, il s'est opposé, sans succès, au renforcement militaire des troupes militaires américaines en 2007 déclarant que le renforcement des effectifs sur place n'était « pas dans l'intérêt de la nation ».
En tant que membre de la commission des Affaires étrangères et étant de confession catholique, il assiste aux funérailles du pape Jean-Paul II en 2005.

### Primaires présidentielles démocrates
Candidat aux élections primaires démocrates en vue de l'élection présidentielle de novembre 1988, Biden est obligé d'abandonner la course présidentielle, à la suite du scandale provoqué par son plagiat d'un discours du leader travailliste anglais, Neil Kinnock, qu'il avait prononcé lors de sa campagne électorale dans l'État d'Iowa. Le scandale, révélé par l'équipe de campagne de Michael Dukakis et publié dans les pages du New York Times, a également révélé une ancienne affaire de plagiat alors qu'il était étudiant en droit, vingt ans plus tôt. Il propose de démissionner de la présidence de la commission des affaires judiciaires du Sénat, mais reçoit le soutien unanime de ses collègues. Son hospitalisation pour une double rupture d'anévrisme met fin à sa campagne électorale. Il lui faut subir sept mois de convalescence avant de revenir au Congrès.
En 2003, Biden refuse d'être candidat aux élections primaires démocrates malgré les sollicitations de son camp. Candidat putatif à la vice-présidence au côté de John Kerry en 2004, il fait publiquement part de son choix personnel pour un ticket présidentiel entre Kerry et le républicain John McCain, un ami personnel des deux hommes.
Vingt ans après sa première tentative, il est de nouveau candidat en vue de l'élection présidentielle de 2008. Arrivé cinquième lors du caucus de l'Iowa, Joe Biden se retire de la course dès janvier 2008 sans dans un premier temps prendre parti ni pour Barack Obama ni pour Hillary Clinton. C'est à l'occasion de cette campagne qu'il explique les raisons de son engagement politique : « Je me suis engagé dans la politique à cause du mouvement des droits civiques ». En effet, le jeune Joe a été marqué par la ségrégation dans les écoles qui était la norme dans tout le pays, y compris dans le Delaware.

### Colistier de Barack Obama en 2008

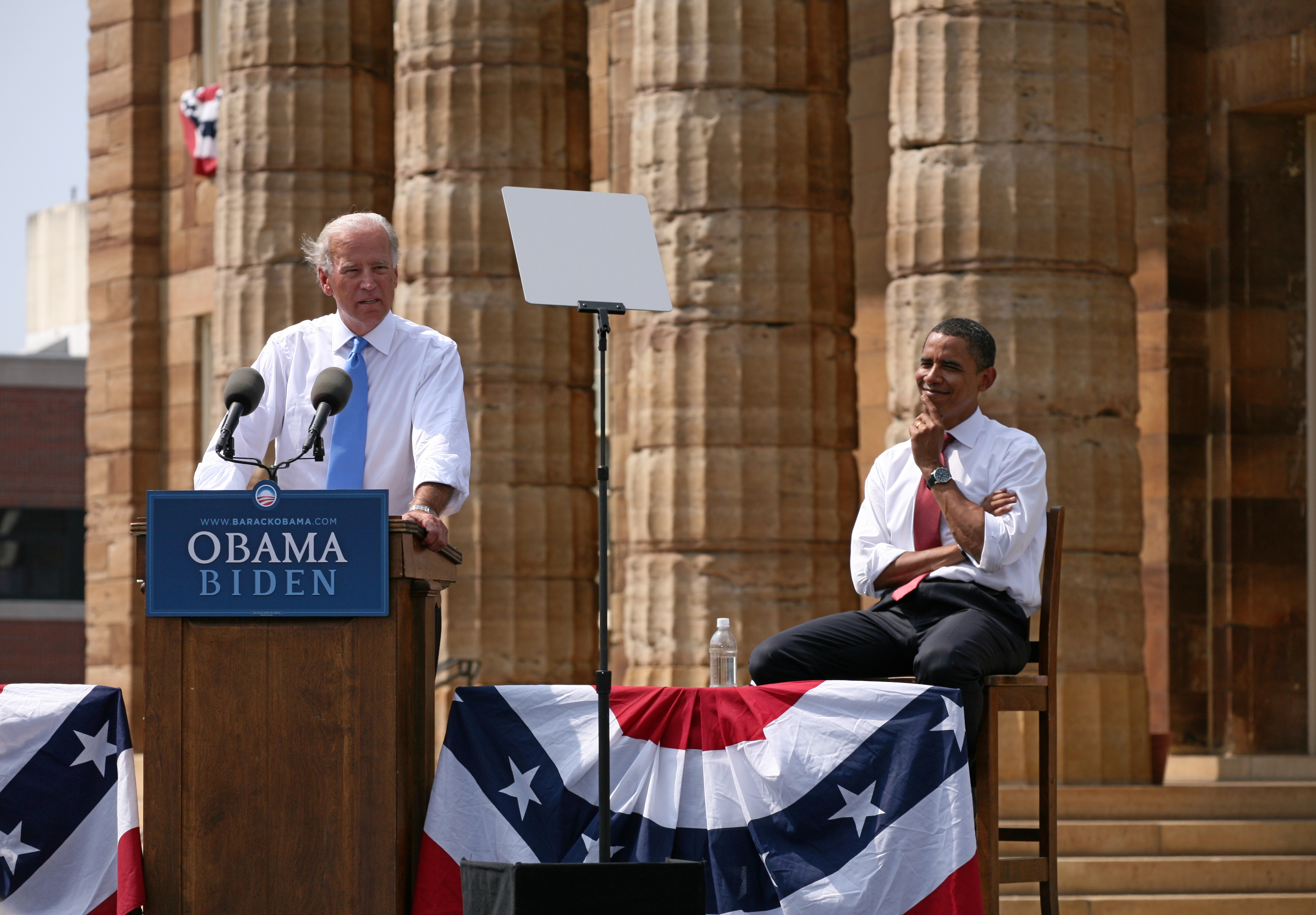
Joe Biden et Barack Obama lors de l'annonce de sa sélection comme candidat à la vice-présidence (23 août 2008, Springfield).

En août 2008, Barack Obama annonce l'avoir désigné pour être son colistier sur le ticket démocrate à l'élection présidentielle de novembre. En choisissant Joe Biden comme colistier, Barack Obama opte selon les médias pour un homme qui lui permet de se prémunir contre l'accusation d'« inexpérience », notamment en politique étrangère. Le choix de Biden est en grande partie guidé par les conseils du sénateur du Vermont Patrick Leahy, qui expose au futur président les trois qualités indispensables que doit selon lui avoir un vice-président, et explique que Biden était le seul à les avoir.
S'adressant à des donateurs de Seattle le 19 octobre 2008, Joe Biden commet une « gaffe » en déclarant : « Croyez-moi. Il ne se passera pas six mois avant que le monde ne mette à l'épreuve Barack Obama, comme il l'avait fait avec Kennedy […]. Écoutez, nous allons avoir une crise internationale, une crise fabriquée, pour voir de quel bois se chauffe ce gars-là […]. Je vous garantis que cela va arriver. » Destinée initialement à démontrer la pugnacité et le courage de son jeune colistier en le comparant au JFK de la crise des missiles de Cuba, cette déclaration maladroite est exploitée par McCain, qui juge que le pays n'a pas besoin « d'un président qui invite le monde à le tester à un moment où notre économie est en crise, et où les Américains se battent déjà dans deux guerres. »
Le 4 novembre 2008, en tant que colistier de Barack Obama, il est élu vice-président des États-Unis. Ce même jour, il est également réélu sénateur du Delaware (un tiers du Sénat était renouvelé). Bien que se présentant à la vice-présidence, il maintient sa candidature à l'élection sénatoriale comme le permet la loi au Delaware. Le 16 janvier 2005, avant sa prise de fonction comme vice-président, il démissionne de son poste de sénateur ; le démocrate Ted Kaufman le remplace jusqu'en 2011.

## Vice-président des États-Unis

### Premier mandat

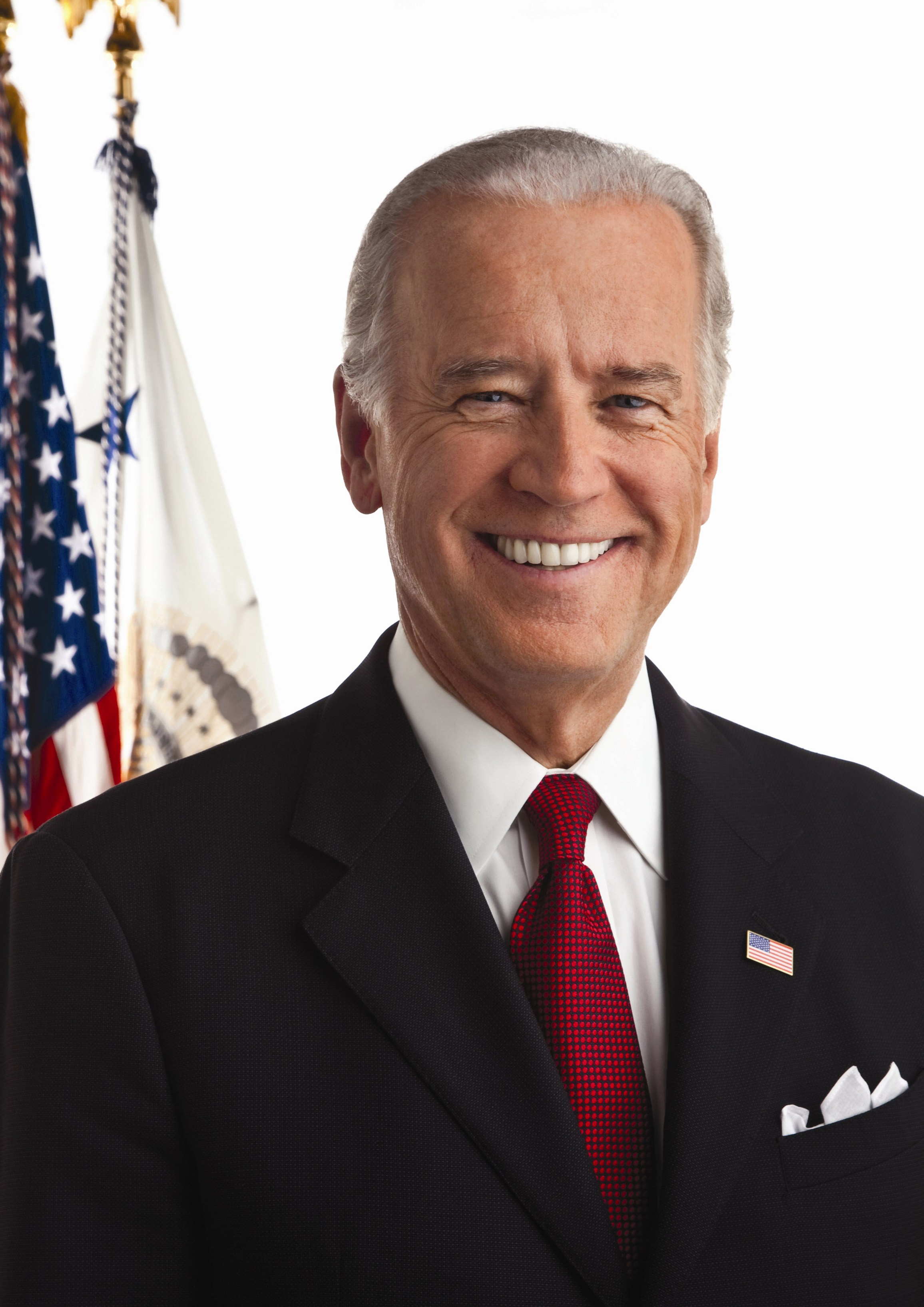
Premier portrait officiel de Joe Biden comme vice-président des États-Unis (2009).

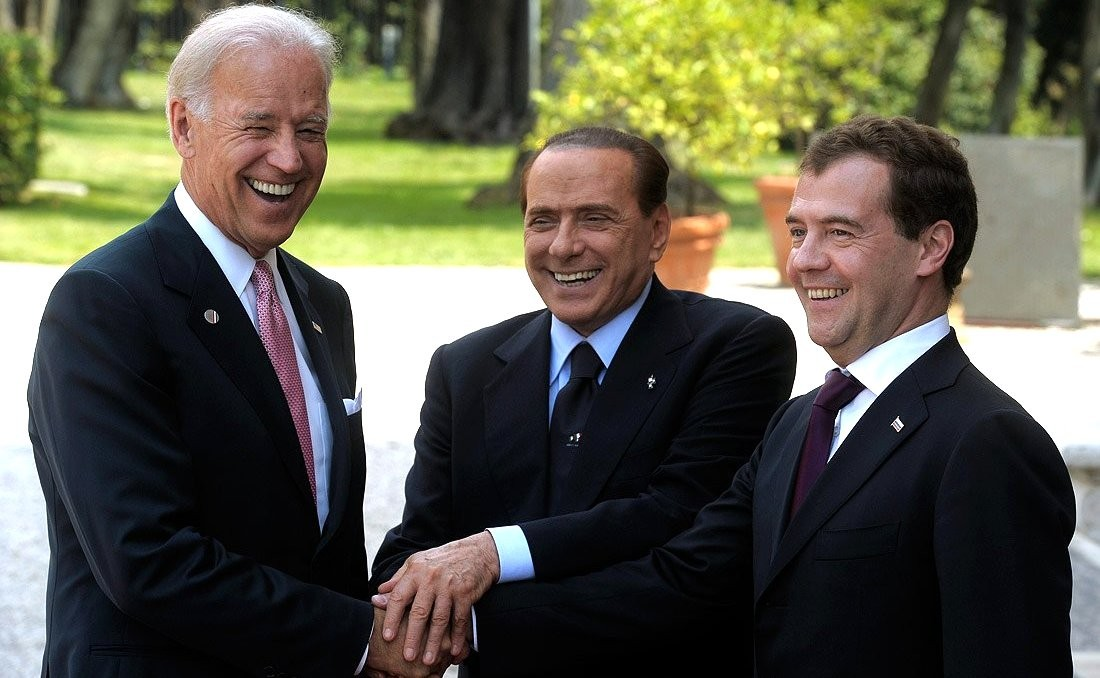
Joe Biden, Silvio Berlusconi et Dmitri Medvedev en Italie en juin 2011.

Comme le veut la tradition, Joe Biden retourne au Delaware peu après l'élection présidentielle. Il reste cependant en contact étroit avec le président Barack Obama afin de mener le projet de transition.
Joe Biden devient le 47e vice-président des États-Unis le 20 janvier 2009, succédant au républicain Dick Cheney. Il est le premier vice-président américain issu du Delaware et le premier homme de confession catholique à occuper cette fonction,. Sa prestation de serment, dirigée par le juge à la Cour suprême John Paul Stevens, a lieu au Capitole.
Durant les premiers mois de l'administration Obama, Joe Biden joue un important rôle de conseiller auprès du président même si son travail reste discret. La vision de Biden de ce que doit être un vice-président marque clairement la rupture avec le très influent vice-président précédent, le républicain Dick Cheney.
Considérant que le président afghan Hamid Karzai faillit à sa tâche de pacifier le pays, il ne soutient plus guère ce dernier. En mars 2009, le conseiller à la sécurité nationale Antony Blinken est ainsi le seul à ne pas penser que d'importantes opérations de contre-insurrection doivent être montées contre les talibans. Biden veut en effet limiter l'engagement de l'armée américaine en Afghanistan.
Par ailleurs, Joe Biden veut faire avancer le dialogue en cours entre les États-Unis et ses alliés les plus proches sur l'avenir de la sécurité européenne.
Au niveau international, Joe Biden est mentionné dans l'affaire Megaupload, son créateur Kim Dotcom accuse le vice-président des États-Unis d'avoir fermé Megaupload par intérêt pour la MPAA (Motion Picture Association of America), plus particulièrement pour son ami Chris Dodd, CEO de la MPAA.

### Second mandat

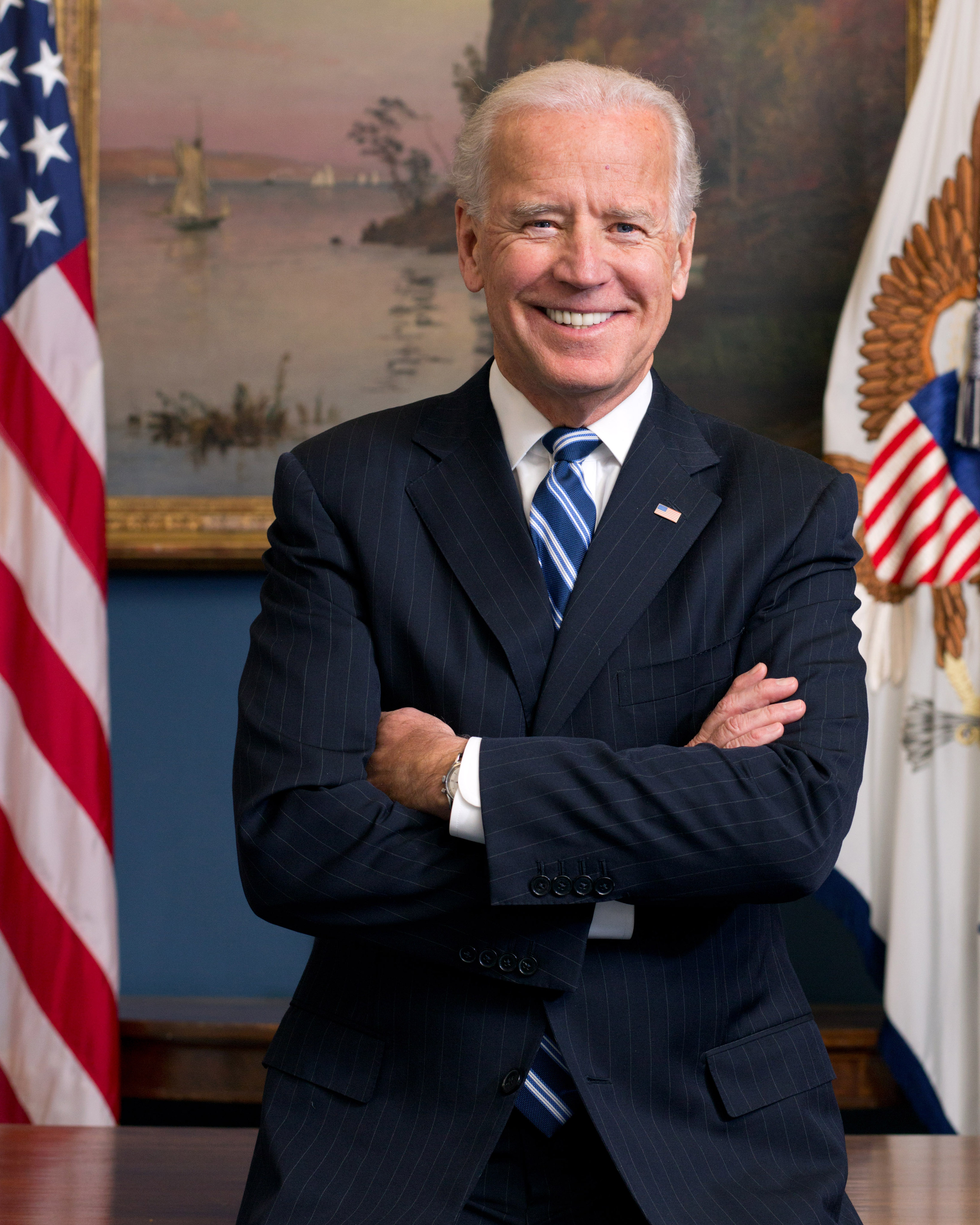
Second portrait officiel de Joe Biden comme vice-président des États-Unis (2013).

Le 6 novembre 2012, il est réélu vice-président en tant que colistier de Barack Obama. Il prête serment le 21 janvier devant le Capitole devant la juge Sonia Sotomayor.
Il se rend en France au début de l'année 2013, afin de rencontrer le président François Hollande, car il doit s'entretenir avec celui-ci sur la question de la guerre du Mali. Barack Obama lui a confié en décembre 2012 la mission de trouver des propositions sur le port des armes à feu après la tuerie de l'école primaire Sandy Hook et la fusillade d'Aurora notamment. Avec un Congrès républicain et une forte influence de la National Rifle Association of America, ses efforts sont vains. En octobre 2015, Biden accuse la Turquie, l'Arabie saoudite et les Émirats arabes unis d'avoir financé des groupes djihadistes en Syrie :
« Nos alliés ont versé des centaines de millions de dollars et des milliers de tonnes d'armes à tous ceux qui voulaient combattre Assad — sauf que les personnes qui étaient équipées étaient le Front al-Nosra et Al-Qaïda et des éléments extrémistes djihadistes venus de toutes les parties du monde. » Il fait cependant machine arrière quelques jours plus tard et présente ses excuses à ces États.

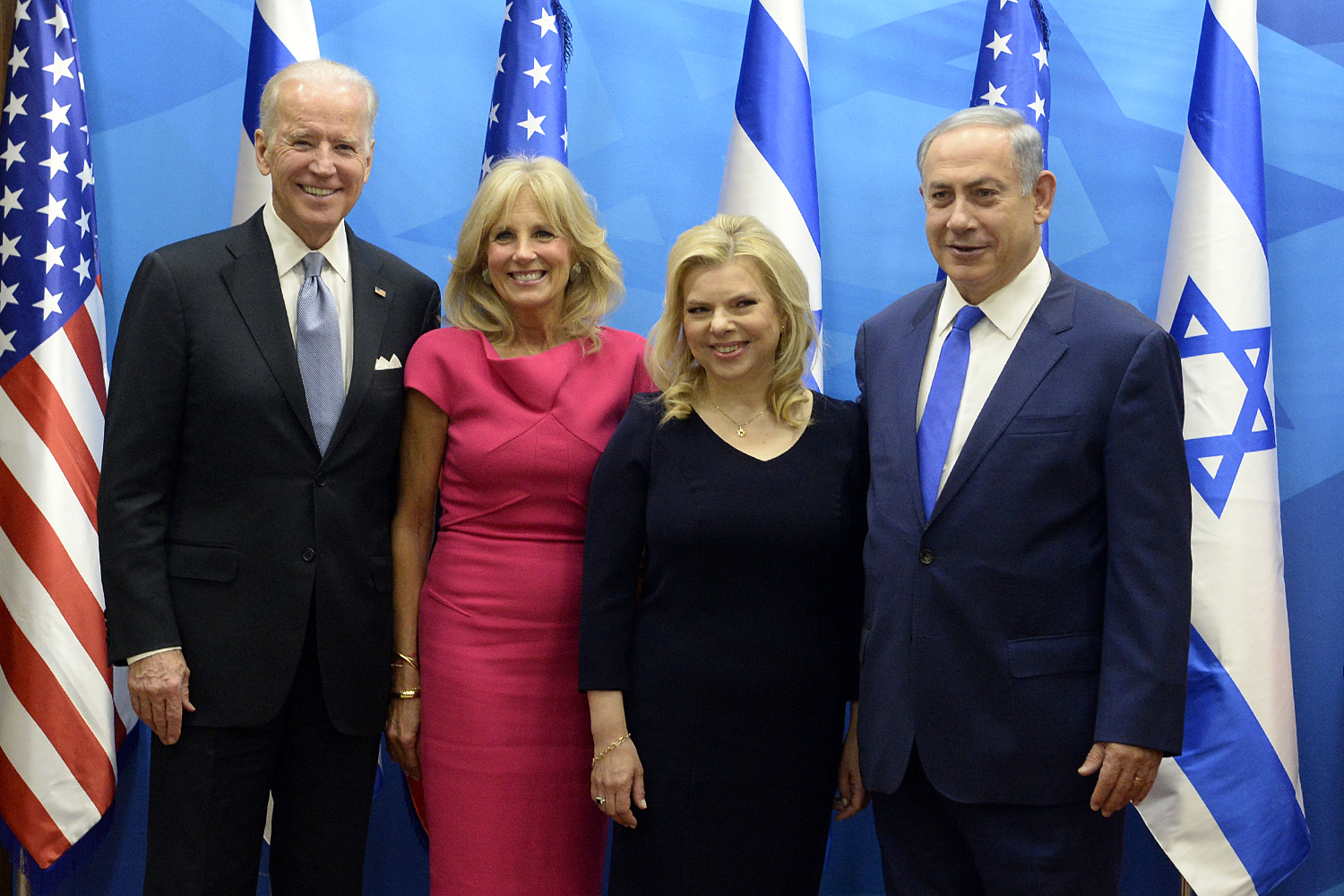
Joe Biden et Benyamin Netanyahou, avec leurs épouses, en 2016.

Le 21 octobre 2015, cinq mois après la mort de son fils Beau et malgré un certain suspense, il annonce sa décision de ne pas se présenter à l'investiture démocrate pour l'élection présidentielle de 2016,. Lors d'une visite au Mexique en 2016, il présente ses excuses au nom de son pays pour les propositions jugées racistes du candidat républicain Donald Trump, affirmant qu'il ne représente pas ce que la majorité des Américains pensent. Par ailleurs, il entretient des liens avec plusieurs chefs d'État et politiciens latino-américains, ce qui lui vaut de se voir confier des responsabilités particulières liées à l'Amérique latine par Barack Obama. Durant son mandat de vice-président, il s'y rend seize fois, soit plus que tout président ou vice-président en fonction.
Quelques jours avant de quitter ses fonctions de vice-président en 2017, il qualifie la Russie de « menace » pour « l'ordre libéral international ».

## Prises de position avant sa présidence

### Positionnement politique modéré
Joe Biden est considéré comme appartenant à l'aile modérée du Parti démocrate. Ses positions sont considérées comme centristes et pragmatiques. Il présentera cette position comme un avantage pour battre Donald Trump, permettant les concessions nécessaires et bipartisanes pour faire voter des lois au congrès, contrairement aux démocrates plus progressistes et plus clivants,.
En octobre 1986, alors que les États-Unis ont été le premier pays au monde à appliquer des taux d'imposition quasi « confiscatoires » sur les plus hauts revenus, il fait partie, avec Ted Kennedy, Al Gore, et John Kerry, des démocrates votant le Tax Reform Act, une réforme de l'impôt fédéral sur le revenu défendue par Ronald Reagan, qui conduit notamment à la réduction à 28 % du taux d'imposition marginal, ce qui en fait le plus bas de tous les pays développés,.

### Rapports aux Afro-Américains

Joe Biden en août 2020.

L'image de Joe Biden a longtemps été celle d'un démocrate plutôt conservateur, peu concerné par la situation des Afro-Américains. Dans les années 1970, il s'est prononcé en faveur de sanctions contre le régime ségrégationniste sud-africain, mais s'est en revanche opposé au busing, une mesure qui visait à favoriser l'intégration raciale dans les écoles: « [Je ne crois pas que nous] devons maintenant donner une longueur d'avance à l'homme noir, ou même retenir l'homme blanc, pour égaliser la race […] je ne me sens pas responsable de payer pour ce qui s'est passé il y a 300 ans ». Il s'explique à ce sujet en 1977 : « À moins que nous ne fassions quelque chose à ce sujet, mes enfants vont grandir dans une jungle raciale avec des tensions tellement élevées qu'elle va exploser à un moment donné ». Ses positions jugées plutôt conservatrices, ainsi que ses relations avec certains hommes politiques ouvertement racistes et ségrégationnistes tels que James Eastland et Herman Talmadge, lui seront reprochées par Kamala Harris, alors sa concurrente, lors de la primaire démocrate de 2020. Sa nomination en 2008 au poste de vice-président par Barack Obama, puis leur amitié visible, seront un tournant. En 2020, ses partisans afro-américains lui sauront gré d'avoir été le premier homme blanc colistier d'un homme noir à la présidence du pays.

### Sujets de société
Catholique pratiquant, il annonce en 2008 qu'il reconnaît le droit à l'avortement, mais il reste longtemps hostile à son financement public ; il annonce dans le cadre de l'élection présidentielle de 2020 qu'il n'est plus opposé à l'usage de fonds fédéraux pour financer les avortements. Il est lors de ses premiers mandats opposé au mariage homosexuel, mais change progressivement d'avis pour s'y déclarer publiquement favorable en mai 2012. Il s'oppose à la peine de mort depuis 2019 et souhaite son abolition au niveau fédéral. Il est favorable à un contrôle renforcé de la vente des armes à feu, souhaitant rétablir l'interdiction de la vente des fusils d'assaut. En 2007, il a soutenu la régularisation des immigrés illégaux proposée par le président George W. Bush sous certaines conditions, notamment l'apprentissage obligatoire de l'anglais.
Il se prononce en faveur de la fermeture du camp de Guantánamo et s'oppose aux commissions militaires chargées de juger en dehors du droit américain les « combattants ennemis », privés d'habeas corpus.

## Élection présidentielle de 2020

### Primaires démocrates
Dès 2017, les spéculations sur sa possible candidature aux primaires démocrates pour l'élection présidentielle de 2020 se multiplient, notamment après la publication de ses mémoires,. Perçu comme le grand favori de la course s'il choisit de se présenter, il annonce sa candidature aux primaires le 25 avril 2019,.

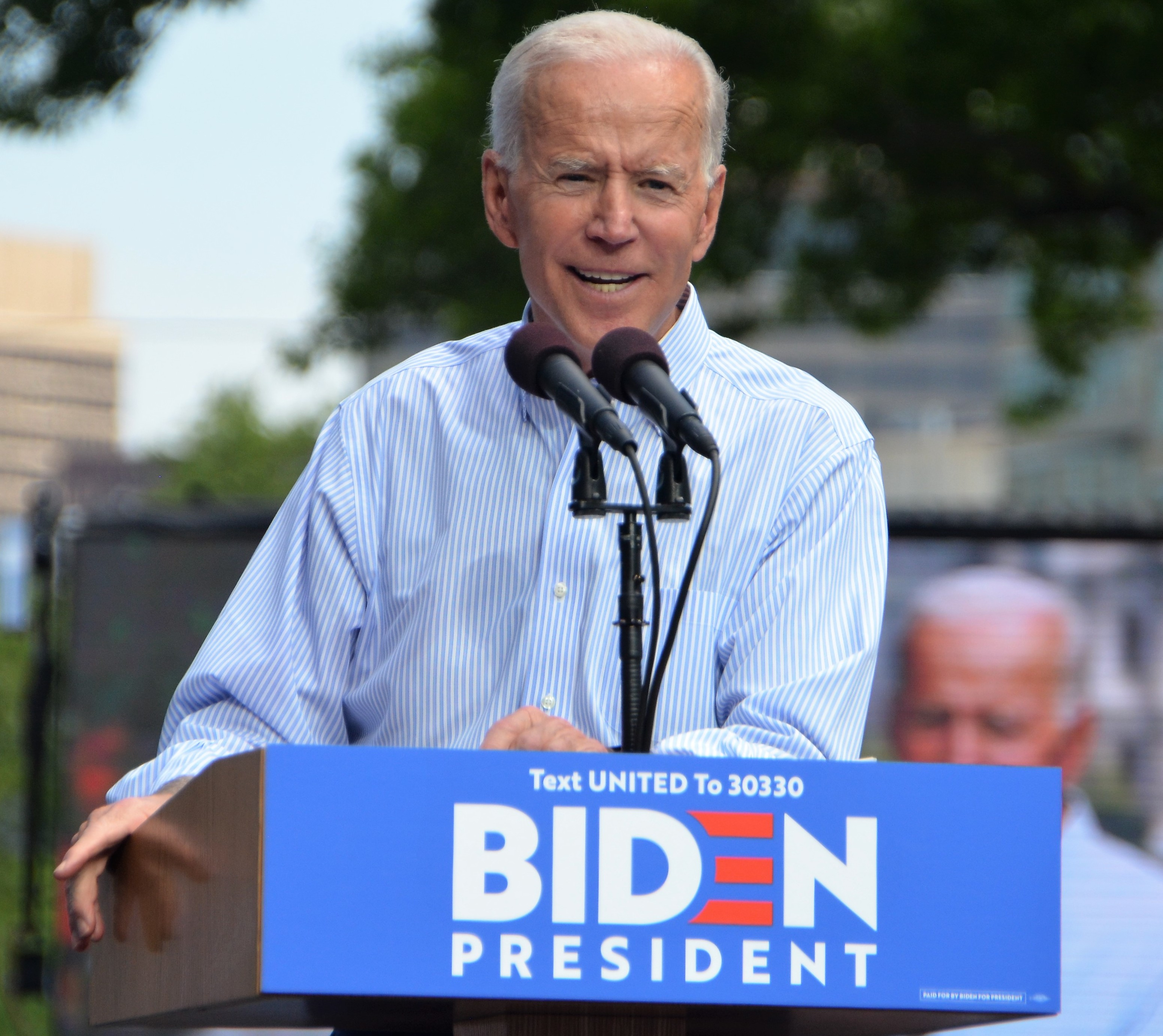
Joe Biden lors de son premier discours de campagne, le 18 mai 2019 à Philadelphie.

Si les médias mettent en avant son expérience et sa modération, il connaît un début de campagne difficile. Avant même son entrée en lice, il est notamment accusé d'attouchements et comportements inappropriés par plusieurs femmes, dont une élue démocrate. En mars 2019, il présente une nouvelle fois ses excuses pour son comportement controversé durant l'audition d'Anita Hill en 1991, quand celle-ci témoigna contre un juge de la Cour suprême qu'elle accusait de harcèlement sexuel. L'âge de Joe Biden, qui deviendrait le président le plus âgé de l'histoire des États-Unis s'il était élu, est également vu comme un obstacle face à la jeunesse de plusieurs autres candidats,.
Son positionnement politique plus centriste que ceux de ses adversaires (notamment Bernie Sanders et Elizabeth Warren), sa richesse personnelle et ses prises de position passées (opposition au busing et au mariage homosexuel, soutien à l'amendement Hyde, vote pour l'annulation du Glass-Steagall Act, vote en faveur du Violent Crime Control and Law Enforcement Act, vote pour la guerre d'Irak) lui attirent de vives critiques,,.
En septembre 2019, la révélation d'une conversation téléphonique entre Donald Trump et le président ukrainien, Volodymyr Zelensky, au cours de laquelle le premier aurait demandé l'ouverture d'une enquête contre Hunter Biden, conduit au déclenchement d'une procédure de destitution (impeachment) contre le président des États-Unis. Joe Biden se défend de toute irrégularité dans l'affaire ukrainienne et accuse Donald Trump d'être le « président le plus corrompu de l'histoire moderne ». La procédure contre le président n'aboutit pas, le Sénat, à majorité républicaine, votant contre la destitution.
À la fin de l'année 2019, Joe Biden rencontre certaines difficultés lors de ses déplacements. Il est en effet moqué pour son slogan de campagne, « Pas de fadaises ! », jugé dépassé,. Le 5 décembre, lors d'une réunion en Iowa, il s'emporte contre un électeur qui l'accuse d'être trop vieux pour devenir président et d'avoir favorisé l'accès en Ukraine de Hunter Biden lorsqu'il était vice-président,.
Malgré ses faiblesses et ces événements, il reçoit, avant même le début officiel des primaires, le soutien de plus de mille mandataires publics, y compris celui d'anciens responsables nationaux démocrates comme John Kerry. En janvier 2020, il déclare que s'il est élu Président, il proposera la nomination de Barack Obama à la Cour suprême. Il est cependant vivement critiqué par Alexandria Ocasio-Cortez, figure progressiste de l'aile gauche du Parti démocrate, qui déclare que dans un autre pays elle ne serait probablement pas membre du même parti politique que Joe Biden.

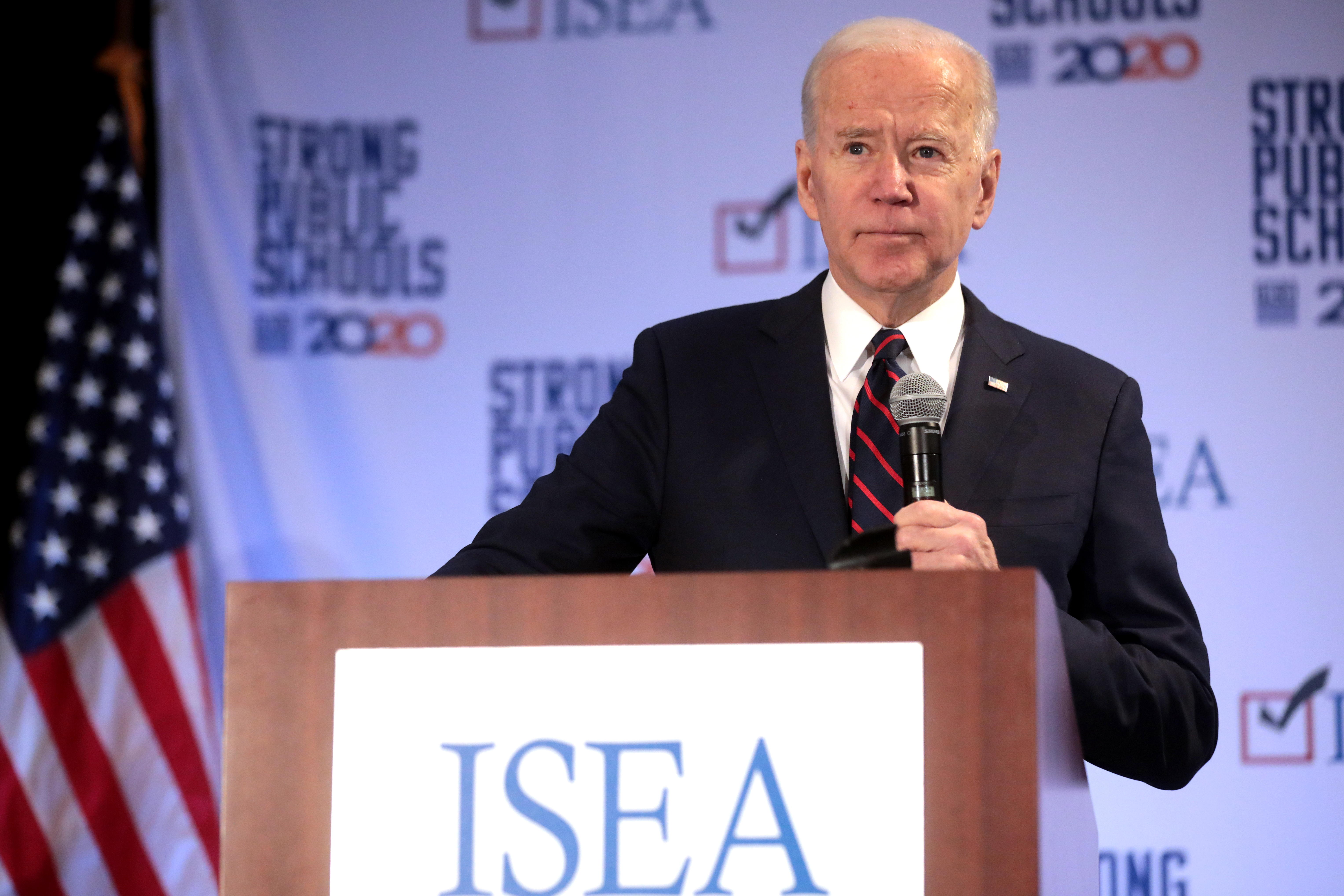
Joe Biden en campagne à Des Moines (Iowa) en janvier 2020.

Lors du caucus de l'Iowa, qui se tient le 3 février 2020, il arrive en quatrième position, derrière Pete Buttigieg, Bernie Sanders et Elizabeth Warren ; ce résultat, qu'il juge lui-même décevant, fragilise son statut de favori,. À la primaire du New Hampshire qui suit, il termine en cinquième position. Lors du caucus du Nevada du 22 février, il décroche la deuxième place, derrière Bernie Sanders. Notamment grâce à une bonne performance lors d'un débat télévisé entre les prétendants démocrates et au soutien de l'influent député Jim Clyburn, il remporte le 29 février la primaire de Caroline du Sud avec 48 % des voix contre 20 % pour Bernie Sanders, dans un État où les électeurs démocrates sont majoritairement afro-américains. Dans la foulée, il reçoit le soutien des anciens candidats Pete Buttigieg, Amy Klobuchar et Beto O'Rourke.
Le rebond de Joe Biden se confirme le 3 mars, lors du Super Tuesday, où il déjoue la plupart des pronostics et remporte dix États (Alabama, Arkansas, Caroline du Nord, Maine, Massachusetts, Minnesota, Oklahoma, Tennessee, Texas, Virginie). Ces performances contribuent à raviver sa campagne et le positionnent au coude-à-coude avec Bernie Sanders pour décrocher l'investiture démocrate. Le 5 mars, Michael Bloomberg, qui partage son positionnement modéré, se retire de la course et lui apporte son soutien. Au cours des semaines suivantes, Joe Biden renforce son avance et reprend son statut de favori en remportant successivement l'Arizona, la Floride, l'Idaho, l'Illinois, le Michigan, le Mississippi, le Missouri et l'État de Washington,. La pandémie de Covid-19, qui frappe durement les États-Unis à partir du mois de mars, limite les événements publics et interrompt la campagne.
En avril 2020, Bernie Sanders annonce son retrait de la course puis apporte son soutien à Joe Biden, qui devient le seul candidat démocrate majeur faisant campagne activement. Lors de la Convention nationale démocrate, le 18 août, Joe Biden est investi candidat à l'élection présidentielle après une nomination formelle annoncée par le sénateur Chris Coons et la représentante du Delaware Lisa Blunt Rochester. Il devient ainsi le candidat du Parti démocrate pour affronter Donald Trump lors de l'élection générale.
Il reçoit un soutien, unique dans la longue histoire des grandes revues scientifiques, d'une partie de la communauté scientifique. Des revues, parmi les plus importantes au monde, appellent les unes après les autres à voter contre Donald Trump,.

### Élection générale

Logo de campagne de Joe Biden et Kamala Harris pour l'élection présidentielle de 2020.

Le 30 décembre 2019, soit avant même le début officiel des primaires démocrates, Joe Biden déclare lors d'un déplacement à Exter (New Hampshire) qu'il n'exclut pas de choisir un colistier issu du Parti républicain comme candidat à la vice-présidence s'il remporte l'investiture de son camp. Le 15 mars 2020, il indique qu'il choisira une femme pour être candidat à ce poste s'il remporte les primaires. Le 11 août, il annonce finalement qu'il choisit la sénatrice Kamala Harris pour être sa colistière. Il reçoit le soutien de Barack Obama et d'Hillary Clinton dès le mois d'avril 2020,.
Il fait campagne sur une augmentation des impôts, essentiellement sur les hauts revenus et les entreprises ; le renforcement et l'extension de l'Obamacare ; un plan d'investissement pour promouvoir le label « Made in America » ; un plan d'investissement dans les infrastructures de 1 300 milliards de dollars sur dix ans ; l'atteinte de la neutralité carbone en 2050 et un retour immédiat des États-Unis dans l'Accord de Paris sur le climat (dont la sortie officielle, décidée par Donald Trump, advient le 4 novembre 2020, au lendemain de l'élection présidentielle) ; un investissement de 1 700 milliards de dollars sur dix ans dans la « révolution de l'énergie propre » ; l'interdiction des nouveaux permis pétroliers sur les terres fédérales ; un possible retour dans l'accord de Vienne sur le nucléaire iranien « si Téhéran revient au respect de l'accord » ; un renforcement du financement des écoles situées dans les zones les moins riches, notamment pour revaloriser les salaires des enseignants ; le développement de la présence syndicale dans les entreprises ; l'instauration d'un salaire minimum de 15 dollars de l'heure au niveau fédéral (puis une indexation sur le salaire horaire médian) ; la fin du programme de séparation des familles aux frontières et de l'interdiction d'entrée du territoire de musulmans en provenance de certains pays, instaurés par Donald Trump ; et un « chemin vers la citoyenneté » américaine pour 11 millions d'immigrés illégaux.
La campagne présidentielle est marquée par des émeutes dans le sillage de Black Lives Matter et par la pandémie de Covid-19, dont la gestion entraîne la diminution des intentions de vote en faveur de Donald Trump, que les sondages donnent devancé de dix points de pourcentage au niveau national. Dans ce contexte, le candidat démocrate annule tout rassemblement et s'exprime uniquement depuis la cave de son domicile du Delaware. Il revient par la suite sur sa décision et annonce qu'il va faire campagne en personne dans les swing states,.

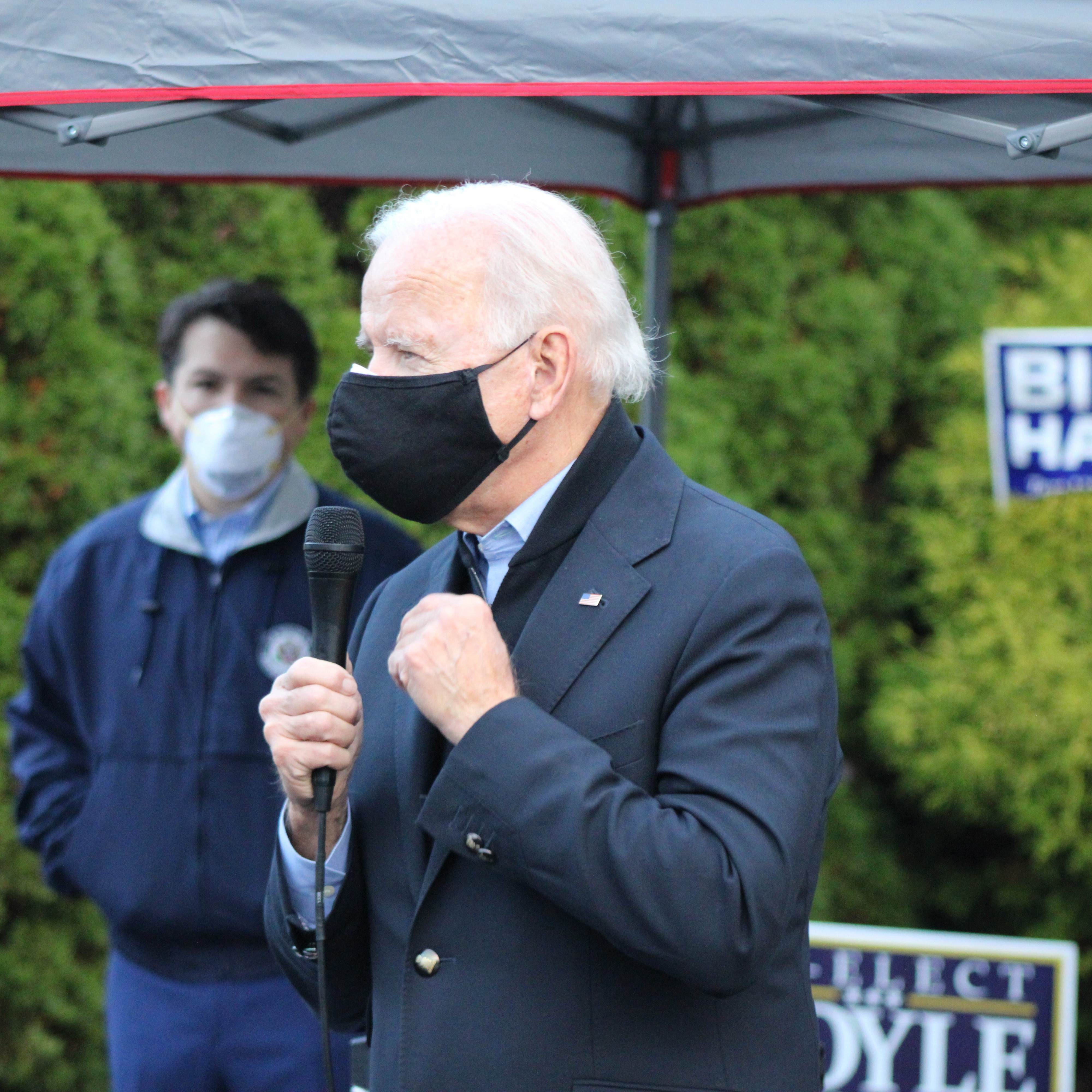
Joe Biden en novembre 2020.

Les premiers résultats de l'élection présidentielle du 3 novembre 2020 sont encore trop serrés pour déclarer un vainqueur. Pendant quatre jours, le dépouillement des bulletins de vote se poursuit, laissant en suspens les résultats de l'Arizona, de la Caroline du Nord, de la Géorgie, du Nevada et de la Pennsylvanie. Le 7 novembre, les projections des médias américains CNN et AP attribuent la Pennsylvanie au démocrate, ce qui lui fait dépasser le nombre de 270 grands électeurs, chiffre confirmé peu après par Fox News. Joe Biden, 77 ans, est élu président des États-Unis,. Avec plus de 81 millions de voix au niveau national, Joe Biden est le président élu ayant recueilli le plus de suffrages dans l'histoire américaine. Il devance Donald Trump de plus de sept millions de votes (près de cinq points). Le score de Joe Biden en nombre de voix s'inscrit dans un contexte de nombre d'électeurs inscrits et d'un taux de participation records sur fond de votes par correspondance massifs dus à la pandémie de Covid-19 ; son adversaire obtient également le plus grand nombre de voix pour un candidat battu à une élection présidentielle, ainsi que pour un président sortant.
Désormais président-élu, Joe Biden prononce son discours de victoire depuis son fief de Wilmington, dans le Delaware. L'ancien vice-président s'engage à être « un président qui rassemble et non pas qui divise, le président de tous les Américains ». À New York, l'Empire State Building s'illumine aux couleurs du drapeau américain, alors que de nombreux citoyens manifestent leur joie, saluant sa victoire,.

### Transition
Donald Trump refuse d'accepter les résultats et son équipe lance des procédures judiciaires afin de contester les dépouillements. Comme il l'avait fait depuis le printemps 2020, Trump met en cause notamment la légalité des votes par correspondance, arrivés en grand nombre ce qui a retardé le dépouillement, et qui se sont montrés très largement favorables à Joe Biden, faisant basculer en sa faveur les résultats de plusieurs États clés. Il répète que c'est la fraude qui lui coûte la victoire, allégations jugées infondées par les observateurs de l'OSCE. Aucune preuve de fraude ne sera jamais apportée.

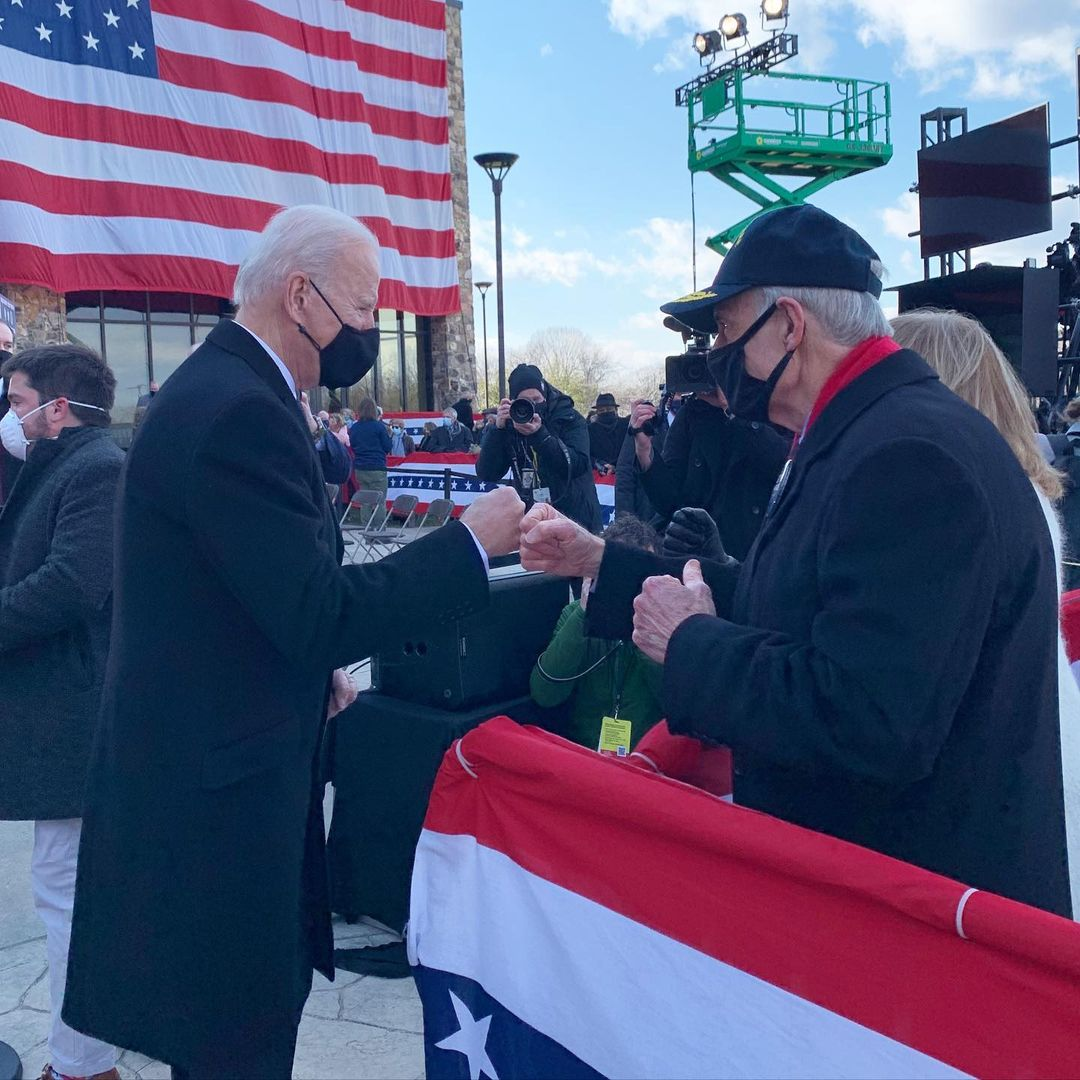
Joe Biden saluant Tom Carper lors de sa cérémonie d'adieux au Delaware, le 19 janvier 2021.

Le nouveau président élu est rapidement félicité par les dirigeants occidentaux, dont Emmanuel Macron et Angela Merkel,. Le Premier ministre britannique, Boris Johnson, se distanciant de Donald Trump, félicite ainsi Joe Biden et Kamala Harris pour leur « réalisation historique » (historic achievement). La présidente de la Confédération suisse, Simonetta Sommaruga, salue un « signal fort ». Exprimant son espoir pour le monde, le 14e dalaï-lama félicite Joe Biden pour son élection et son choix d'une femme, Kamala Harris, comme vice-présidente.
Début décembre 2020, la grande majorité des plus de 50 contestations de l'élection engagées par l'équipe de campagne de Donald Trump sont rejetées par les tribunaux locaux, et les recomptages confirment la victoire de Joe Biden dans les États en litige, tels que la Géorgie, le Michigan, le Nevada, la Pennsylvanie, puis l'Arizona et le Wisconsin, qui certifient les uns après les autres que le candidat démocrate a bien recueilli la majorité des voix. Alors que la date limite du 8 décembre pour les recours est dépassée, Joe Biden totalise 306 grands électeurs contre 232 pour le président sortant. Au-delà de cette date, les seuls litiges qui restent en cours sont un appel à la Cour suprême introduit par des États gouvernés par des républicains, au premier rang desquels le Texas, pour rejeter les résultats des États-clés.
La réunion du collège électoral a lieu le 14 décembre dans chacun des cinquante États : elle confirme l'élection de Joe Biden à la présidence avec 306 votes de grands électeurs contre 232 à Donald Trump. Dans la foulée, le président russe, Vladimir Poutine, et le président brésilien, Jair Bolsonaro, adressent leurs félicitations à Joe Biden. Le chef de la majorité républicaine au Sénat, Mitch McConnell reconnaît la victoire de Joe Biden,.
Le 17 décembre 2020, Joe Biden nomme Michael S. Regan à la tête de l'Agence américaine de protection de l'environnement (EPA), avec mission de restaurer l'Agence et de mettre en œuvre la nouvelle politique climatique et environnementale des États-Unis.
Le vote des grands électeurs est certifié par le Congrès américain réuni au Capitole le 6 janvier 2021, malgré une interruption de plusieurs heures due à l'assaut du bâtiment par une foule de supporters de Donald Trump.
Joe Biden et sa famille quittent le Delaware pour la capitale, Washington, où ils atterrissent à bord d'un avion privé en fin d'après-midi, le 19 janvier 2021. Le futur président, alors accompagné de Kamala Harris, prononce un discours devant le Lincoln Memorial, et rend hommage aux quelque 400 000 morts aux États-Unis dans le cadre de la Covid-19. À cette occasion, quatre-cent-mille lumières sont disposées tout le long de la Reflecting Pool.

## Président des États-Unis

### Débuts

#### Investiture

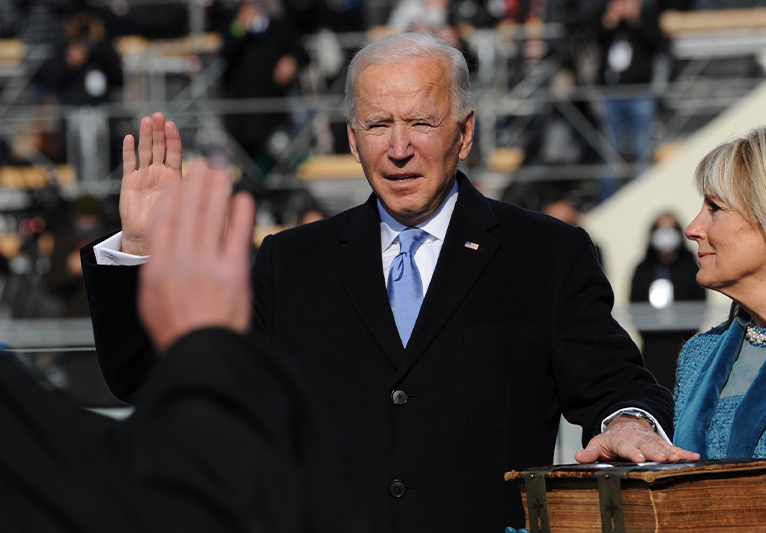
Joe Biden prêtant serment sur sa Bible personnelle, le 20 janvier 2021.

Le 20 janvier 2021, Joe Biden prête serment sur les marches du Capitole, devenant le 46e président des États-Unis. De nombreuses mesures sécuritaires sont prises par crainte de potentielles manifestations de soutien au président sortant. En raison de la pandémie de Covid-19, le National Mall est fermé au public, restreignant la possibilité pour celui-ci de venir assister en personne à la cérémonie d'investiture, qui est essentiellement suivie à la télévision. Les anciens présidents Bill Clinton, George W. Bush et Barack Obama assistent à la cérémonie. La chanteuse Lady Gaga chante l'hymne national. Pour la première fois depuis Andrew Johnson, en 1869, le président entrant en fonction ne rencontre pas son prédécesseur, Donald Trump ayant décidé de quitter la Maison-Blanche quelques heures plus tôt. Joe Biden se rend ensuite au cimetière national d'Arlington.
Âgé de 78 ans lors de son investiture, Joe Biden est le plus âgé président de l'histoire américaine débutant un premier mandat.

#### Premiers décrets
Au soir de son investiture, Joe Biden signe 17 décrets, dont un instituant le retour immédiat des États-Unis dans l'accord de Paris sur le climat et un autre visant à rendre obligatoire le port du masque de protection dans les lieux publics fédéraux pour contrer la crise sanitaire. Le président Biden déclare à la presse que « l'ancien président Trump a écrit une lettre très aimable, mais [qu'il] ne dévoilera son contenu qu'avec sa permission, car cela est un échange privé ».

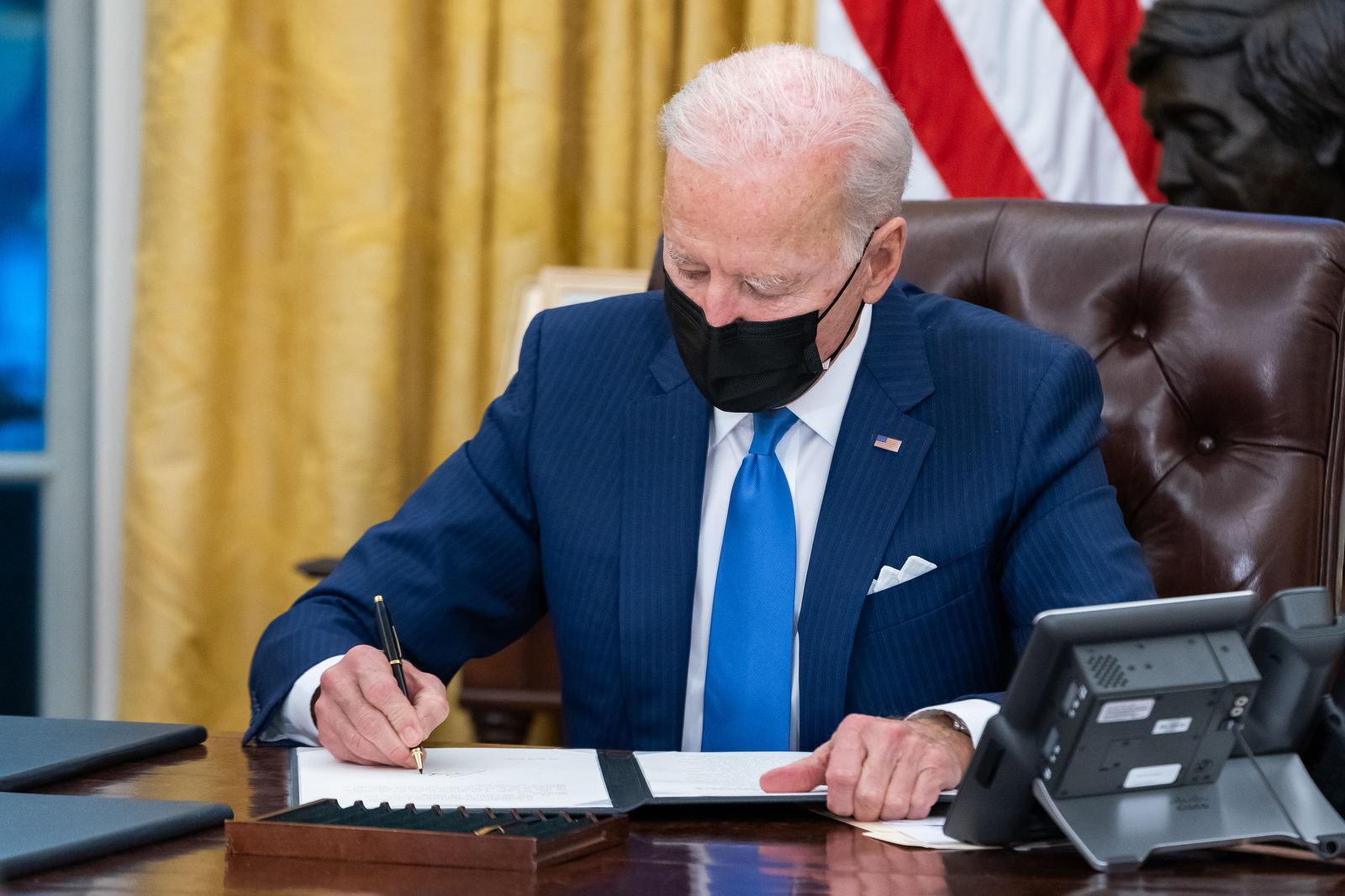
Joe Biden signant un décret sur l'immigration, le 2 février 2021.

Il met ensuite fin à la « Commission 1776 », créée par Donald Trump pour promouvoir un programme d'histoire plus conservateur dans les écoles américaines. Le décret présidentiel 13769, dit « Muslim Ban », signé par Trump et qui interdisait l'entrée des citoyens irakiens, iraniens, libyens, somaliens et soudanais sur le territoire américain, est annulé par Biden. Le nouveau président annule également le retrait du pays de l'Organisation mondiale de la santé, opéré sous l'administration précédente. Il signe un moratoire sur les forages d'hydrocarbures sur les terres et les eaux fédérales, et annonce le même jour l'organisation par les États-Unis d'un sommet de dirigeants sur le climat le 22 avril 2021, le jour de la Terre.

### Politique intérieure

#### Gestion économique
Le 10 mars 2021, le Congrès des États-Unis adopte, par 220 voix contre 211, le plan de relance à 1 900 milliards de dollars voulu par Joe Biden. Le plan prévoit la distribution de chèques de 1 400 dollars à 90 millions d'Américains et la réduction de moitié de la pauvreté infantile à travers une série d'aides et d'allègements fiscaux, ce qui est alors décrit par la presse nationale et l'administration comme une « victoire historique » pour les États-Unis. Le plan de relance est promulgué par le président le lendemain,. Pour financer son plan d'investissement de 2 300 milliards de dollars dans les infrastructures, Joe Biden engage une augmentation du taux d'imposition sur le bénéfice des entreprises de 21 à 28 %, ce qui en ferait l'un des taux les plus élevés au monde — tout en restant en deçà de ce qu’il était avant la présidence Trump (35 %) —, et représenterait un prélèvement supplémentaire de 300 milliards de dollars sur les entreprises (soit 1,3 point de PIB) ainsi que la hausse d'impôt la plus importante aux États-Unis depuis 1968, alors que l'impôt sur les sociétés américain avait été en baisse quasi continue depuis 50 ans,. Afin de lutter contre l'optimisation fiscale, la réforme fiscale prévoit également une augmentation de la taxation minimale sur les profits réalisés par les entreprises à l'étranger (introduite par Donald Trump en 2017), de 10,5 % à 21 %. Dans les négociations internationales, l'administration Biden abaisse son exigence à un taux minimum international d'impôt sur les sociétés de 15 %, soit un niveau jugé acceptable par les Européens, proche de ce que paient en moyenne les géants du Web, et un peu plus élevé que le projet de taux unique porté par l'OCDE (de 12,5 %) : Romaric Godin de Mediapart évoque « un choix de statu quo international », voué à exercer « une pression sur les projets fiscaux de Joe Biden qui sont examinés au Congrès ». Le 16 août 2022, Joe Biden promulgue la loi sur la réduction de l'inflation, qui vise à réduire l'inflation en baisant les prix de différents produits tels que les médicaments.

#### Pandémie de Covid-19
En mai 2021, Joe Biden demande aux services de renseignement américains de lui fournir un rapport sur l'origine du Covid-19 dans un délai maximal de 90 jours et appelle la Chine à faire la transparence sur le sujet. Un possible accident de laboratoire ayant laissé s'échapper le virus depuis la Chine est alors de nouveau évoqué : cette théorie, à l'époque qualifiée de « complotiste », était celle retenue par l'administration Trump, qui mettait en cause l'Institut de virologie de Wuhan.
Au début de l'année 2022, la Cour suprême des États-Unis bloque sa décision d'imposer le vaccin contre la Covid-19 ou des tests diagnostiques réguliers dans les entreprises de plus de 100 salariés, tout en autorisant l'obligation de vaccination pour les employés des établissements de santé bénéficiant de fonds fédéraux.

#### Crise migratoire
À son arrivée au pouvoir, Joe Biden assouplit la politique migratoire en vigueur : il suspend l'expulsion de sans-papiers, annonce un projet de loi pour leur accorder la citoyenneté et admet sur le sol américain des demandeurs d'asile se trouvant au Mexique. Mais il se retrouve rapidement confronté à un afflux de migrants illégaux. En mars 2021, en pleine pandémie de Covid-19, le nombre d'arrestations de migrants à la frontière avec le Mexique atteignent leur plus haut niveau depuis la présidence Bush, avec plus de 170 000 personnes appréhendées, dont un nombre jamais atteint de mineurs non accompagnés (près de 20 000).
L'opposition républicaine explique cette crise par l'« appel d’air » que Joe Biden aurait créé avec ses premières mesures et dénonce la situation sur le terrain. En effet, dans un contexte de crise sanitaire, les autorités américaines décident de limiter les entrées aux familles avec enfants ou mineurs non accompagnés, qui s'entassent à côté des points d'entrée officiels pour passer. Les structures d'accueil mises en place par le gouvernement sont également peu adaptées à la prise en charge d'enfants,.
En avril 2021, Joe Biden rompt avec ses engagements électoraux en maintenant le quota de migrants de Donald Trump à 15 000 entrées annuelles sur le territoire américain alors qu'il avait promis de le porter à 60 000. Cette décision est critiquée par des élus de l'aile gauche du Parti démocrate, notamment Alexandria Ocasio-Cortez, tandis que les républicains estiment qu'il continue de minimiser la crise en cours.

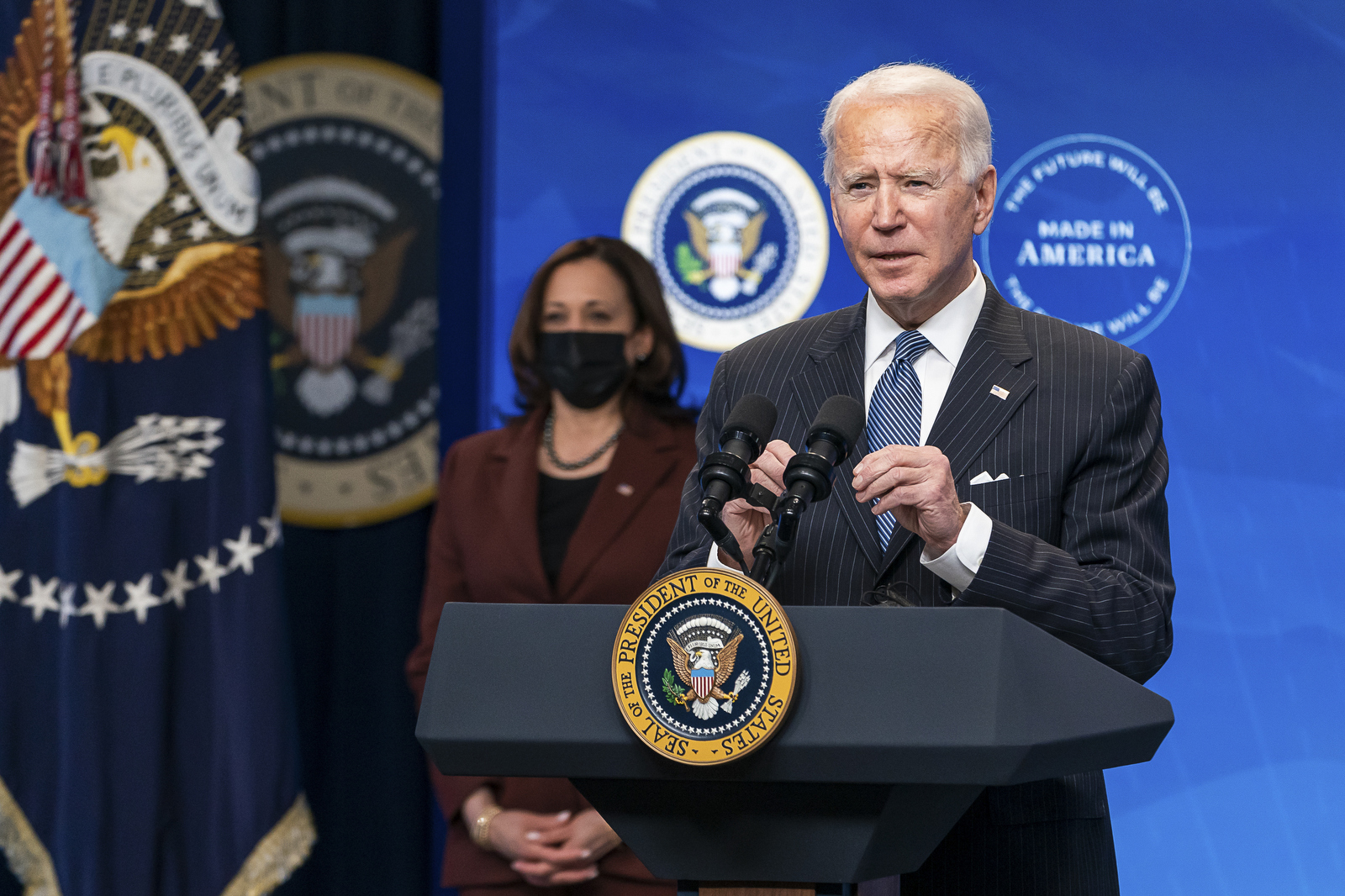
Joe Biden avec Kamala Harris, qu'il charge de gérer la crise migratoire.

Dans ce contexte, le président charge sa vice-présidente Kamala Harris de coordonner la lutte contre les flux migratoires au moyen notamment de négociations avec le Mexique et les pays d'Amérique centrale. En visite au Guatemala en juin 2021, la vice-présidente tente de décourager les migrants illégaux de venir aux États-Unis en indiquant qu'ils seraient « renvoyés » dans leur pays. En 2022, selon The Economist, en raison du nombre record de migrants, Joe Biden doit faire marche arrière par rapport à ses promesses électorales et donne son accord pour des travaux visant à combler des brèches dans la barrière érigée par Donald Trump à la frontière entre les États-Unis et le Mexique.
En octobre 2023, alors qu'il avait affirmé lors de sa prise de fonction que le contribuable américain ne payerait plus pour la construction de la barrière entre les États-Unis et le Mexique, Joe Biden annonce qu'il va faire reprendre la construction du mur entre les deux pays, s'estimant légalement contraint sur le sujet.

#### Politique en matière d'éducation
En février 2022, alors que la dette étudiante atteint 1 750 milliards de dollars et faute d'accord au Congrès, il renonce à son projet-phare de deux années d'université gratuite, Jill Biden indiquant que l'université publique « ne fait plus partie du programme ».
Cependant, il prolonge le moratoire, instauré sous la présidence Trump au début de la pandémie de Covid-19, sur le remboursement des emprunts étudiants. En août 2022, il annonce l'annulation d'une partie de la dette contractée par les étudiants américains, mais cette mesure est censurée par la Cour suprême l'année suivante. Le président américain annonce alors un nouveau plan visant au même objectif.

#### En matière d'environnement
Dès son investiture en janvier 2021, le président Joe Biden réintègre les États-Unis dans l'Accord de Paris sur le climat. En avril, Joe Biden organise un « Sommet des dirigeants sur le climat » au cours duquel il annonce un objectif de réduction des émissions de gaz à effet de serre américaines de 50 à 52 % d'ici à 2030, par rapport à 2005 ; l'engagement pris dans l'Accord de Paris en 2015 était une réduction de 26 à 28 % en 2025, mais moindre que celui adopté par l'Union européenne. Selon Arnaud Leparmentier, journaliste du Monde, cette annonce a eu « un effet d’entraînement, qui permet aux États-Unis de se retrouver au centre du jeu mondial et de renouer avec le multilatéralisme, après quatre années de retrait sous Donald Trump ». Après des mois de négociations entre Biden et les législateurs, en août 2021, le Sénat adopte un projet de loi d'infrastructure, couvrant celles liées aux transports, aux services publics et au haut débit. Le président Biden signe la promulgation du projet de loi à la mi-novembre 2021.
À l'approche de la COP26, prévue du 31 octobre au 12 novembre 2021, Joe Biden intensifie ses efforts pour lutter contre le changement climatique au niveau national et international. Il promeut un accord selon lequel les États-Unis et l'Union européenne réduisent d'un tiers leurs émissions de méthane d'ici 2030 et tente d'ajouter des dizaines d'autres pays à cet accord. Il essaie de convaincre la Chine et l'Australie d'en faire plus et organise un forum en ligne des économies majeures sur l'énergie et le changement climatique pour faire pression sur les autres pays, afin qu'ils renforcent leur politique climatique. Joe Biden s'engage à doubler le financement climatique des pays en développement d'ici 2024. Toujours à la COP26, les États-Unis et la Chine concluent un accord sur la réduction des émissions de gaz à effet de serre. Les deux pays sont responsables de 40 % des émissions mondiales.
Un second décret révoque le permis de construction de l'oléoduc Keystone qui devait transporter le pétrole brut canadien vers les États-Unis et suspend l'exploitation des combustibles fossiles dans le Refuge faunique national de l'Arctique en Alaska. Joe Biden décide aussi que soient examinées toutes les mesures prises par l'administration précédente en matière environnementale pour définir dans quelle mesure celles-ci contribuent à la protection de l'environnement. Durant le premier trimestre de la présidence Biden, 17 nouvelles mesures de protection de l'environnement ont été ajoutées tandis que 22 des mesures régressives introduites par Donald Trump ont été abrogées.
Joe Biden crée également un nouveau conseil, l'Environmental Justice Advisory Council, qui dépend directement de la Maison-Blanche et promeut la justice environnementale. Son administration a pour ambition d'atteindre la neutralité carbone d'ici à 2050 et d'investir massivement dans les énergies renouvelables. D'ici la fin de la décennie 2020, l'administration Biden envisage l'extension du parc éolien offshore au large de la côte Est pour produire 30 gigawatts. Au début de l'année 2024, il annonce que la Maison-Blanche va imposer un moratoire sur les nouvelles exportations de gaz naturel liquéfié, afin de séduire la frange de l'électorat sensible aux questions d'environnement.

#### Mesures sur les armes à feu
Alors que trois fusillades ont frappé le pays depuis son arrivée au pouvoir, Joe Biden annonce le 8 avril la mise en place de mesures ciblées visant à limiter la prolifération des armes à feu aux États-Unis. La première de ces mesures vise à lutter contre les « armes fantômes », fabriquées de manière artisanale et sans numéro de série. Il annonce également le renforcement des règles concernant certaines armes de poing équipées d'un accessoire stabilisateur attaché au bras du tireur.

#### Tensions avec le Congrès
Joe Biden rencontre rapidement des difficultés à faire adopter ses promesses de campagne par le Congrès, où les démocrates se montrent divisés sur son plan de relance et sa réforme électorale. Dans ce contexte, il rencontre des membres du Congrès et tente de rompre au Sénat avec l'usage de la majorité qualifiée au profit de la majorité simple mais sans succès, les démocrates Joe Manchin et Kyrsten Sinema s'y opposant,.

#### Tensions avec la Cour Suprême
Le 24 juin 2022, la Cour suprême à majorité républicaine renverse l'arrêt Roe v. Wade, qui garantissait le droit à l'avortement à l'échelle fédérale. Dans la foulée, le président Joe Biden déclare qu'il s'agit d'un « jour sombre pour les États-Unis », et parle d'une « erreur tragique ». Son prédécesseur, Donald Trump, affirme quant à lui que cette décision « suit la Constitution, et ramène tout au niveau des États, ce qui aurait toujours dû être le cas », et que cette décision résulte de « la volonté de Dieu ».

### Élections de mi-mandat de 2022

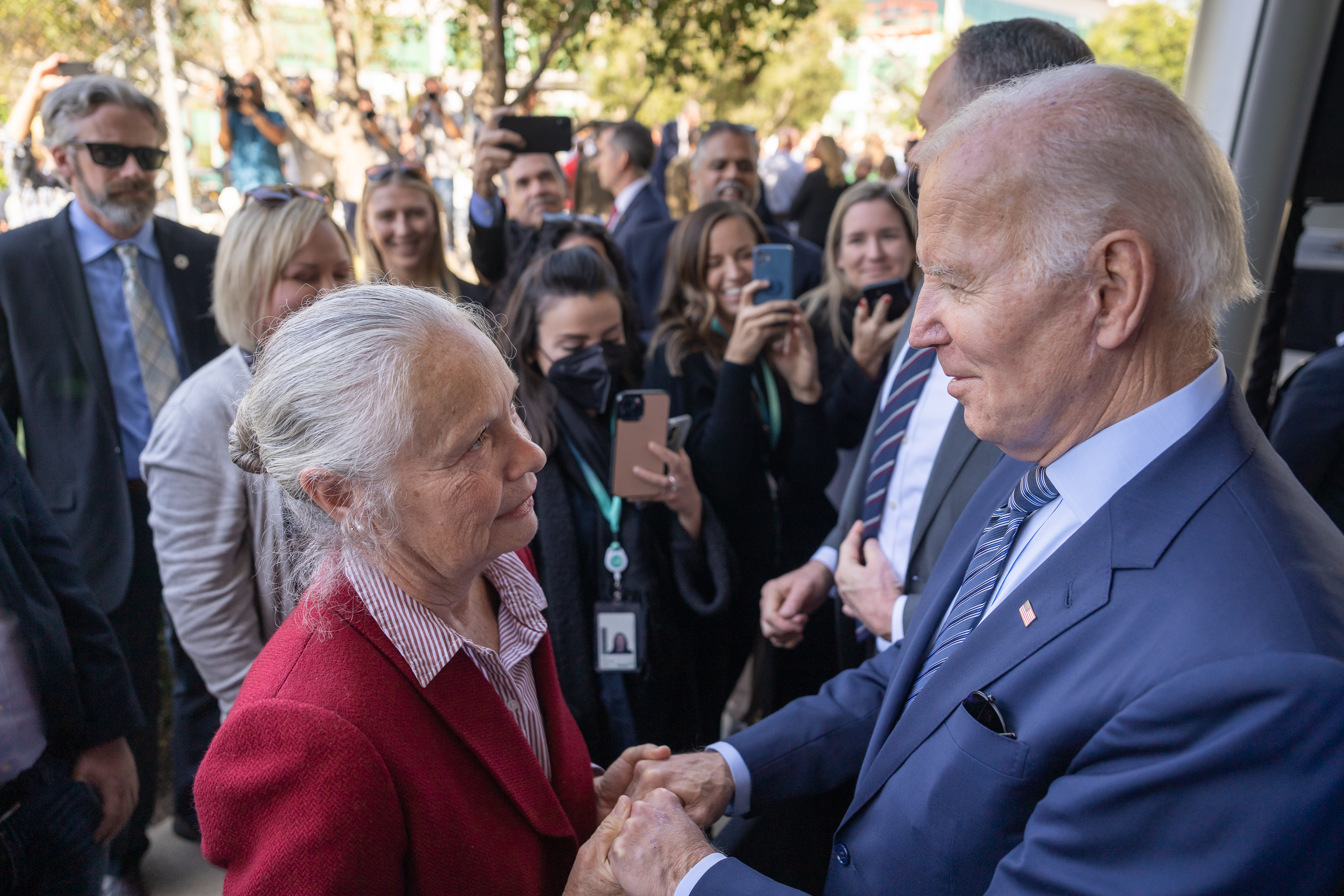
Joe Biden à quelques jours des élections de mi-mandat de 2022.

Affaibli dans les sondages depuis les premiers mois de sa présidence, Joe Biden s'implique activement dans la campagne pour les élections de mi-mandat (« midterms »), prévues le 8 novembre 2022 pour renouveler la Chambre des représentants et un tiers du Sénat. Il mobilise ses troupes lors de meetings durant desquels il appelle à « sauver la démocratie » et fait intervenir les anciens présidents Barack Obama et Bill Clinton. Joe Biden tente ainsi d'éviter « une défaite annoncée » et ainsi qu'une procédure de destitution si jamais le camp républicain, mobilisé par l'ex-président Donald Trump, parvient à reprendre le contrôle de la Chambre des représentants.
Finalement, Joe Biden perd le contrôle de la Chambre, mais cela se joue dans seulement cinq circonscriptions qui basculent d'un camp à l'autre : la défaite est ainsi moins lourde que prévu pour son camp (222 élus républicains contre 213 démocrates). Au Sénat, il conserve une courte majorité (51 élus contre 49 républicains).

### Politique étrangère

#### Europe et Russie
En mars 2021, alors qu'il est réputé pour être tenant d'une ligne hostile à la fédération de Russie, il qualifie son homologue russe, Vladimir Poutine, de « tueur » et promet que celui-ci « paiera le prix » de ses actes, notamment de possibles ingérences dans l'élection présidentielle américaine de 2020 ; ces déclarations conduisent Moscou à rappeler son ambassadeur aux États-Unis. Les deux hommes se rencontrent pour la première fois trois mois plus tard, en Suisse.

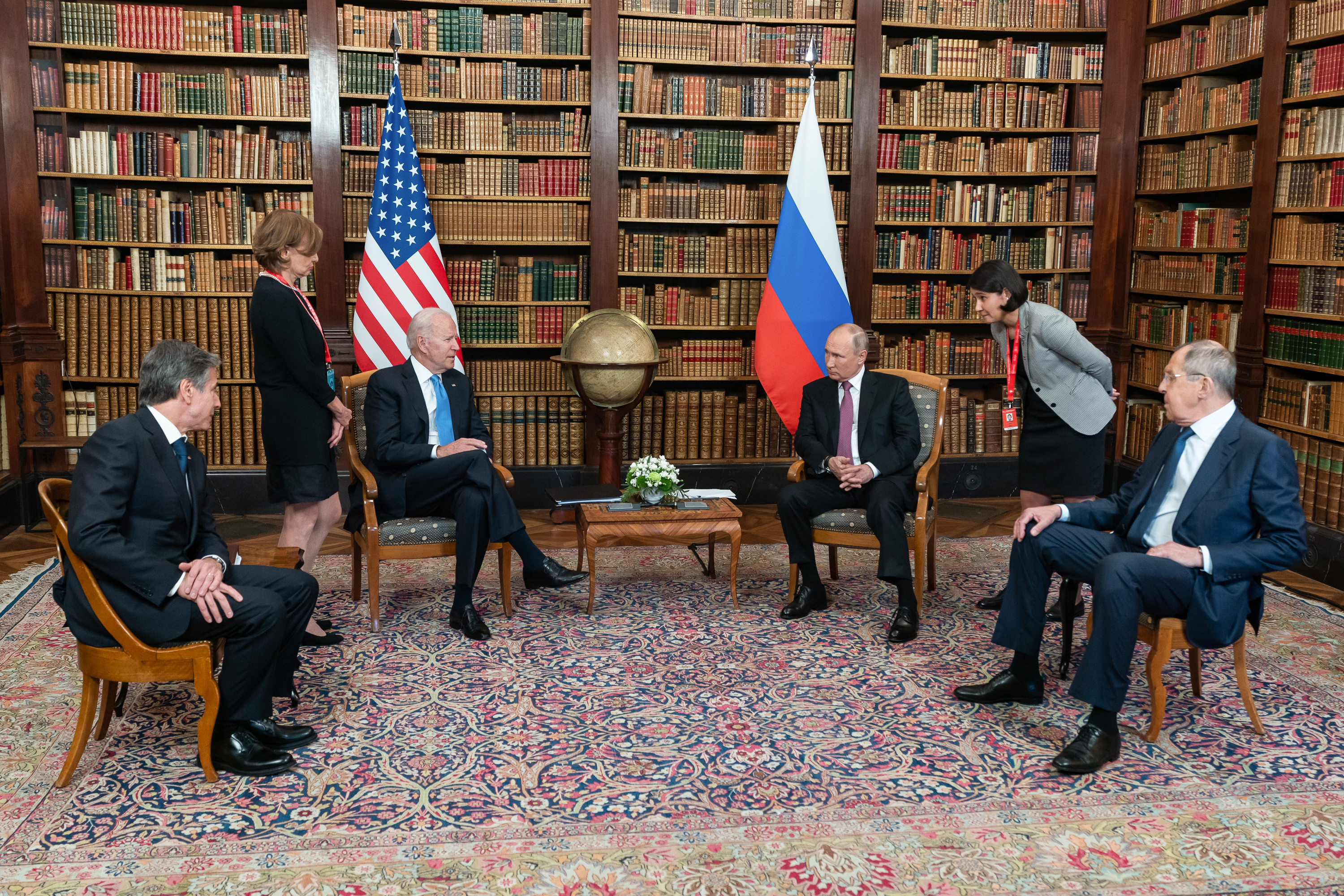
Joe Biden et Vladimir Poutine lors du sommet entre les États-Unis et la Russie à Genève en 2021.

Pour autant, l'amélioration des relations entre les États-Unis et l'Ukraine attendue avec l'élection de Joe Biden ne semble pas avoir lieu. En juillet 2021, son administration se met d'accord avec l'Allemagne pour lever les sanctions américaines visant le gazoduc russe Nord Stream 2, un projet qui diminuerait drastiquement les approvisionnements en gaz de l'Ukraine. Les opposants à Poutine dénoncent cette décision, alors même que Joe Biden ne rencontre pas le président ukrainien, Volodymyr Zelensky, lors de sa tournée de 2021 en Europe.
La première sortie de Joe Biden à l'étranger comme chef d'État a lieu en juin 2021, à l'occasion des sommets de l'OTAN et du G7 à Bruxelles. Il s'y montre particulièrement en retrait par rapport à son prédécesseur et aux autres dirigeants, et y affiche sa préférence pour un rapprochement avec l'Allemagne plutôt qu'avec la France,.
En septembre 2021, il signe avec l'Australie et le Royaume-Uni un vaste « pacte de sécurité » pour contrer la Chine, entraînant une crise diplomatique avec la France, qui voit ainsi torpillé son contrat de trente milliards d'euros avec l'Australie pour la construction de douze sous-marins. Le ministre français des Affaires étrangères, Jean-Yves Le Drian, déplore alors « une décision unilatérale, brutale, qui ressemble beaucoup à ce que faisait M. Trump »,. Alors que la crise diplomatique s'aggrave, le président Emmanuel Macron rappelle les ambassadeurs français en Australie et aux États-Unis, officiellement pour « consultations ». Après un entretien téléphonique entre Emmanuel Macron et Joe Biden, la France et les États-Unis s'engagent à restaurer la confiance mutuelle entre les deux pays, le président français annonce le retour de l'ambassadeur à son poste, qui s'effectue le 29 septembre 2021[réf. souhaitée].

#### Guerre en Ukraine
Durant l'invasion de l'Ukraine par la Russie en 2022, Joe Biden impose des sanctions économiques contre la Russie, et enjoint la communauté internationale à faire de même. Il autorise également l'envoi d'armements à l'Ukraine afin d'aider le pays à se défendre. Fin 2023, les parlementaires démocrates et républicains échouent à s'entendre pour une nouvelle enveloppe, de plus de 106 milliards de dollars, destinée notamment aux armes pour la défense de l'Ukraine, ce qui est considéré comme un camouflet pour Joe Biden.

#### Corée du Nord
À l'instar de Donald Trump, Biden se dit prêt à rencontrer le dirigeant de la Corée du Nord, Kim Jong-un, à la condition qu'il soit discuté du programme nucléaire nord-coréen.

#### Moyen-Orient
Comme indiqué avant son élection à la présidence, Joe Biden maintient l'ambassade américaine en Israël dans la ville de Jérusalem, conformément au choix controversé de Donald Trump.
En juillet 2022, Biden est allé au Moyen-Orient en raison de la sous-pression aux États-Unis pour les prix élevés de l'énergie. Au cours de la visite, il a rencontré les dirigeants d'Irak, d'Égypte et des Émirats arabes unis pour discuter de leurs relations bilatérales. Le 16 juillet 2022, il a assisté à la conférence du CCG,. Cependant, il a ignoré l'appel des militants et des groupes de la société civile pour aborder les violations des droits humains commises par les dirigeants des régions MENA et sa visite a été critiquée par les défenseurs des droits de l'homme,. De plus, son voyage a été une tentative de rapprocher les Saoudiens et les Israéliens.
Lors de la guerre de Gaza depuis 2023, Joe Biden promet plus de l'aide militaire et politique à Israël. Il affirme avoir vu la décapitation d'enfants par le Hamas, déclarant : « En fait, jamais je n'aurais pensé un jour voir des images et me faire confirmer des images de terroristes en train de décapiter des enfants » ; plus tard, le porte-parole de la Maison-Blanche précise que les responsables américains et le président n'ont jamais vu de telles photos. Son soutien inconditionnel à Israël divise au sein du camp démocrate.

#### Afghanistan

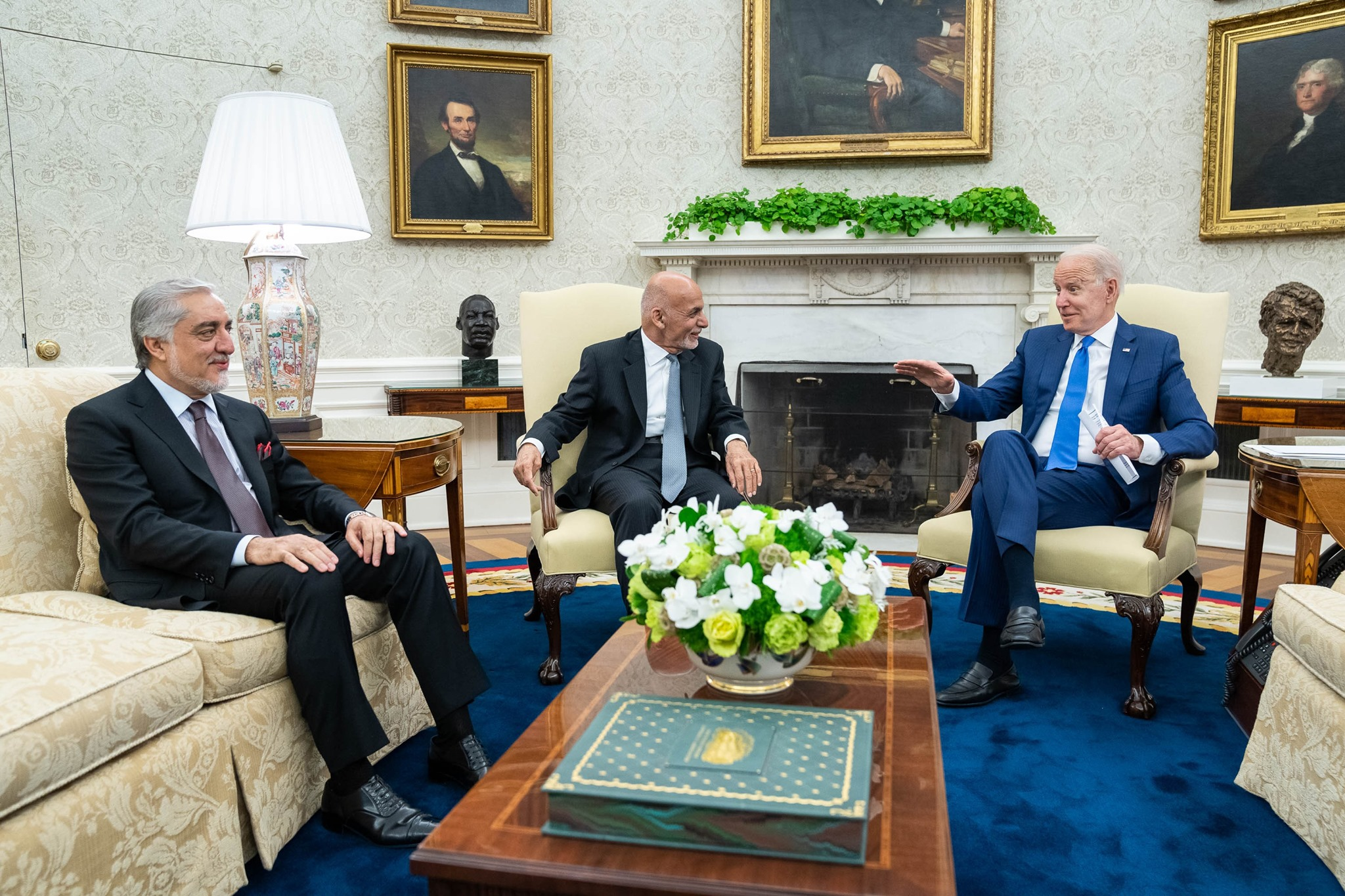
Joe Biden rencontrant les deux principaux dirigeants afghans, Ashraf Ghani et Abdullah Abdullah, alors que les États-Unis se retirent de la guerre d'Afghanistan en pleine offensive des talibans (Maison-Blanche, 25 juin 2021).

Poursuivant le mouvement initié par le président Trump, il annonce en avril 2021 le retrait total des troupes américaines engagées dans la guerre d'Afghanistan depuis 2001 d'ici au 31 août suivant. Les talibans profitent de cette décision pour lancer une offensive d'envergure face à une armée afghane dès lors très fragilisée. Début août, alors que le président des États-Unis jugeait encore le mois précédent « très improbable que les talibans prennent complètement le contrôle du pays », ces derniers multiplient les victoires et avancent vers Kaboul, tandis que l'évacuation d'urgence des diplomates américains est organisée.
Joe Biden est alors critiqué de toutes parts — il est notamment accusé d’impréparation et de manquer d’empathie — mais refuse de modifier son plan avec par exemple la mise en place d'un appui aérien à l'armée afghane : il avance le coût de cette guerre pour les États-Unis et exhorte les Afghans à « avoir la volonté de se battre ». Les évacuations nécessaires n'ayant pas été organisées en amont par l'administration Biden, des troupes sont renvoyées par les États-Unis pour sécuriser l'aéroport de Kaboul, où des attentats revendiqués par l'État islamique coûtent la vie à quelque 170 personnes, dont treize militaires américains, le 26 août. Le dernier avion de l'armée américaine quitte finalement Kaboul le 30 août 2021. À la suite de cet événement, alors que sa cote de popularité devient négative, le président Biden est associé à une image d'incompétence et de désinvolture, à l'image de Jimmy Carter lors de la crise des otages américains en Iran,.
À l'occasion de la fin du retrait d'Afghanistan, il annonce la fin de l'ère des « interventions militaires » américaines et un recentrage de la force militaire du pays vers les « intérêts nationaux plus essentiels ».

### Enquête de procédure de destitution
Le 13 décembre 2023, par 221 voix contre 212, la Chambre des représentants des États-Unis approuve à l'encontre de Joe Biden l'ouverture d'une enquête en vue d'une procédure de destitution (impeachment). À majorité républicaine, la chambre basse du Congrès l'accuse d'avoir usé de son influence en faveur lorsqu'il était vice-président des États-Unis : l'enquête se concentre principalement sur son fils Hunter Biden, par ailleurs visé par deux enquêtes fédérales, dans le cadre d'affaires effectuées en Chine et en Ukraine. Cette procédure n'a quasiment aucune chance d'aboutir, le Sénat étant dominé par les démocrates.

### Élection présidentielle de 2024

#### Primaires présidentielles
Lors d'une conférence de presse organisée le 26 mars 2021, Joe Biden déclare « envisager » d'être candidat à sa succession lors de l'élection présidentielle de 2024, avec de nouveau Kamala Harris en tant que colistière. Par la suite, il réitère ce souhait publiquement à plusieurs reprises, affirmant aux médias américains qu'il serait « très chanceux » de pouvoir affronter de nouveau son prédécesseur républicain Donald Trump en 2024,.
Dans les sondages réalisées durant son mandat, testé face à Donald Trump ou Ron DeSantis, il est alternativement donné battu et réélu. Pour certains commentateurs politiques et des membres du Parti démocrate, l'âge avancé de Joe Biden, premier président américain octogénaire de l'histoire, pourrait être un « frein » pour qu'il puisse se lancer de nouveau dans la course à la Maison-Blanche. À partir de juillet 2022, les médias internationaux relaient les inquiétudes des électeurs démocrates, qui considèrent que l'âge de Joe Biden « devient un sujet de débat politique », certains estimant que le président américain « teste les limites de l'âge et de la présidence ».
Le 15 novembre 2022, son prédécesseur Donald Trump annonce sa candidature à l'élection présidentielle de 2024 depuis sa résidence en Floride. Dans un tweet, Joe Biden réagit en déclarant que « Trump a laissé tomber l'Amérique », estimant qu'il œuvrait à « truquer l'économie pour les riches », sans pour autant annoncer qu'il se représentera lui-même. En décembre 2023, il confie qu'il n'est « pas sûr » qu'il briguerait un second mandat si Donald Trump renonçait à se présenter.

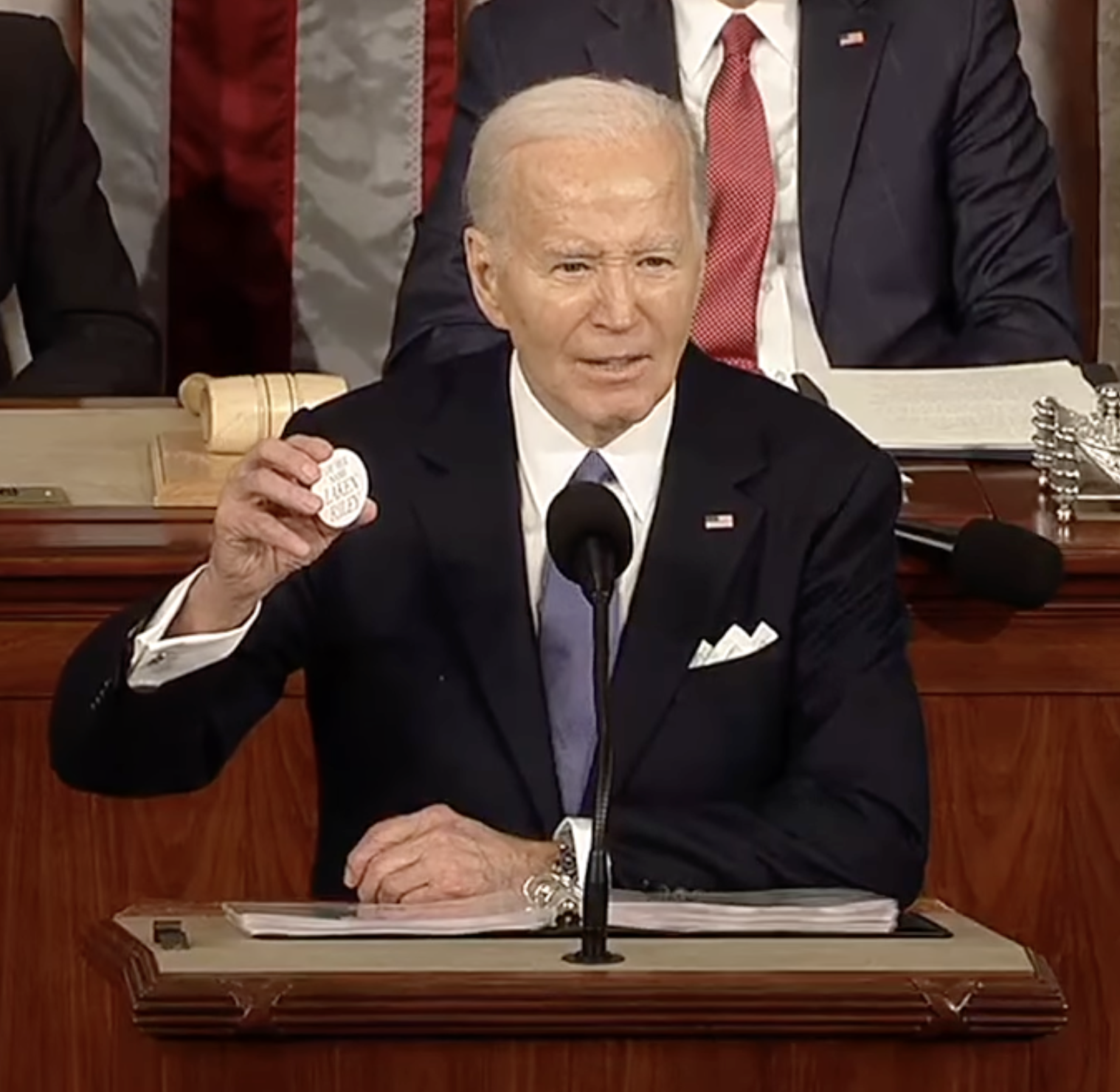
Joe Biden lors de son discours sur l'état de l'Union de mars 2024.

Joe Biden annonce officiellement sa candidature pour un second mandat le 25 avril 2023, dans une vidéo publiée sur son compte Twitter, avec de nouveau Kamala Harris pour colistière. Il déclare être candidat afin de « finir le boulot », en insistant sur le « combat » pour la liberté et la démocratie. Il est donné grand favori des primaires démocrates par les sondages,. Au niveau national, les enquêtes d'opinion le donnent au coude-à-coude avec Donald Trump, affaibli par plusieurs affaires judiciaires. Alors que sa santé suscite des interrogations croissantes et qu'il aurait 86 ans à la fin d'un second mandat, les trois quarts des Américains doutent de sa capacité à être président jusqu'en 2029,.
Le 3 février 2024, affrontant Marianne Williamson et Dean Phillips, peu connus du grand public, il remporte la première primaire démocrate, qui se déroule en Caroline du Sud, avec 96 % des voix. Il l'emporte ensuite dans les primaires et caucus qui suivent, souvent avec plus de 80 % des voix, notamment lors du « Super Tuesday » du 5 mars 2024. Une semaine plus tard, il obtient le nombre de délégués nécessaires pour être désigné candidat du Parti démocrate à l'élection présidentielle lors de la Convention nationale qui doit se tenir en août.

#### Campagne présidentielle et désistement en faveur de Kamala Harris

Logo de la campagne présidentielle de 2024 de Joe Biden.

Le 23 avril 2024, Joe Biden critique son adversaire républicain Donald Trump sur la question de l'avortement, lors d'un discours dans une université à Tampa en Floride. Il rappelle aux habitants de Floride que l'avortement y sera bientôt interdit au-delà de six semaines et blâme entièrement l'ex-président Trump pour cette situation.
Le 27 juin 2024, Joe Biden connaît un débat difficile face à Donald Trump sur CNN. Selon CBS News, sa performance est marquée par « une voix rauque, des expressions faciales béantes, des réponses confuses sur des questions clés et un manque perçu de réfutation des mensonges de l'ancien président Donald Trump ». Il réaffirme le lendemain sa candidature à l'élection présidentielle de 2024, malgré les inquiétudes croissantes au sein du Parti démocrate quant à sa capacité à mener une campagne efficace et son admission de ses difficultés performatives lors des débats. Il reçoit le soutien de Barack Obama (qui rappelle son débat mitigé face à Mitt Romney en 2012), tandis que le comité de rédaction du New York Times appelle à l'investiture d'un nouveau candidat démocrate pour le remplacer,. Alors qu'il maintient sa candidature, affirmant notamment qu'il ne croit pas aux sondages, plusieurs grands donateurs lui retirent leur soutien. Les appels à sa renonciation se multiplient après la tentative d'assassinat comme Trump,. En privé, plusieurs hautes figures démocrates lui demandent de reconsidérer sa candidature.

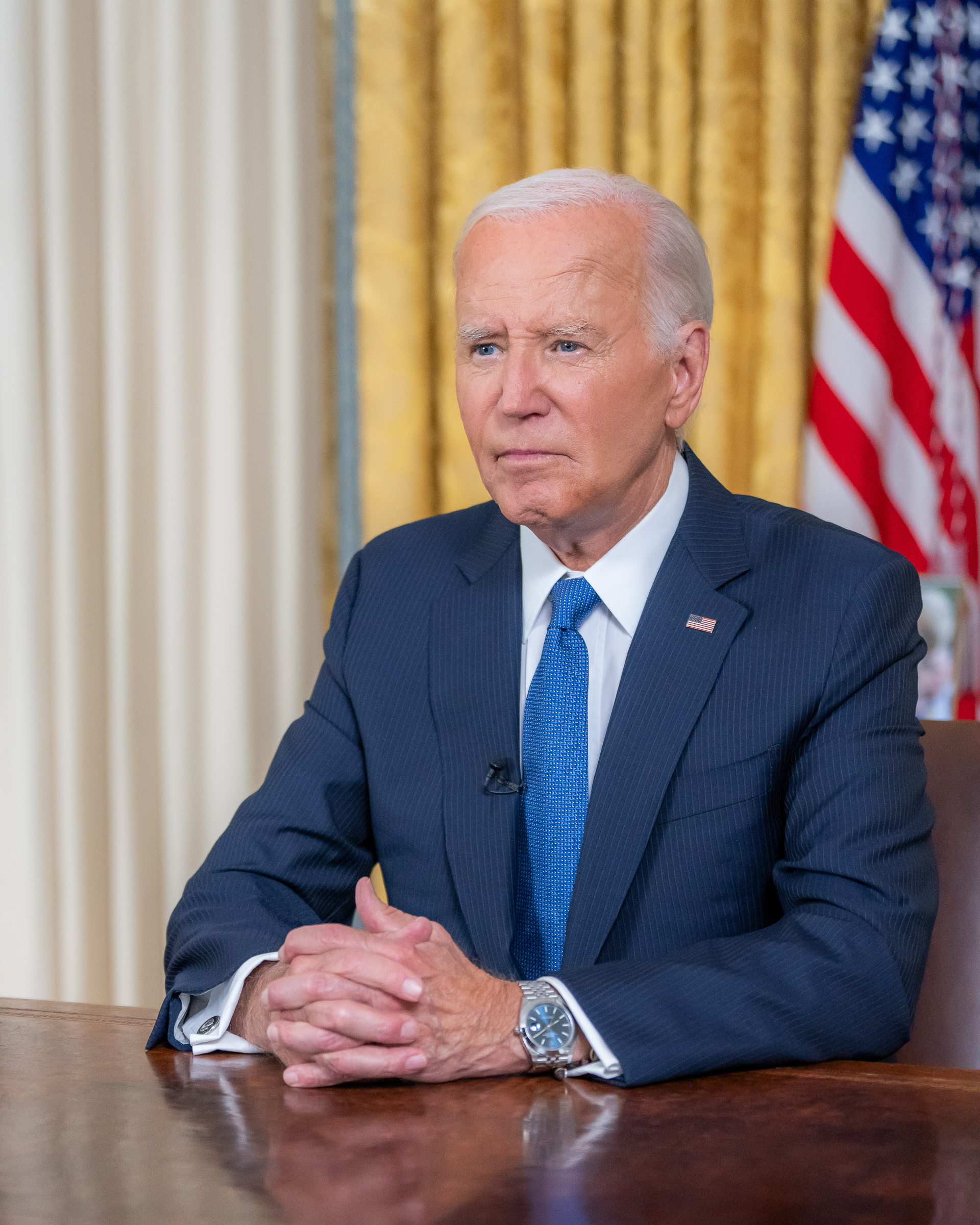
Biden expliquant sa décision de retirer sa candidature durant un discours prononcé depuis le Bureau Ovale, le 24 juillet 2024.

Après plusieurs mois de critiques en raison de son âge puis la défiance ouverte de plusieurs cadres du Parti démocrate sur fond de mauvais sondages (notamment dans les États-clés), Joe Biden annonce finalement renoncer à sa candidature le 21 juillet 2024, en publiant une lettre sur son compte X où il indique notamment avoir pris cette décision « dans le meilleur intérêt de [son] parti et du pays »,. Il annonce également son soutien à la candidature de sa vice-présidente Kamala Harris, en appelant à « battre Trump ». Il est ainsi le premier président sortant depuis Lyndon B. Johnson en 1968 à se retirer de la course, le premier depuis les années 1800 à se retirer après avoir purgé un seul mandat, et le premier à se retirer après avoir déjà remporté les primaires,. Les républicains dénoncent un coup d'État et menacent d'invoquer le XXVe amendement pour mettre fin à son mandat. Le 24 juillet suivant, dans une allocution télévisée depuis la Maison-Blanche, le président sortant défend son bilan et explique son désistement en déclarant vouloir « sauver la démocratie » et laisser la place à des « voix plus jeunes ». Il apporte de nouveau son soutien à Kamala Harris en prononçant le discours d'ouverture de la Convention nationale démocrate le 19 août 2024 au United Center de Chicago, durant lequel il est ovationné et au terme duquel la vice-présidente lui rend hommage. Par la suite, il se met en retrait de la campagne mais participe occasionnellement à des meetings électoraux en soutien à Harris.

### Fin de mandat
Début décembre 2024, avant le retour de Donald Trump à la Maison-Blanche, Joe Biden qui avait pourtant assuré à plusieurs reprises qu’il ne gracierait pas son fils Hunter accusé d'évasion fiscale, de blanchiment d'argent et de possession d'arme à feu sous l'influence de stupéfiants, lui accorde la grâce présidentielle.
Un scandale éclate lorsqu'il commue, en décembre 2024, la peine de prison de Michael Conahan (en), qui, avec Mark Ciavarella (en) sont deux juges du comté de Luzerne en Pennsylvanie, impliqués dans le Scandale de Kids for cash. Ils avaient été condamnés en 2012 à de la prison ferme pour avoir fait emprisonner injustement environ 2 000 mineurs dont l'âge était compris entre 13 et 18 ans, dans des prisons privées en échange de pots-de-vin sous forme de rétrocommissions. Le total de ces rétrocommissions est estimé à presque 3 millions de dollars
En janvier 2025, juste avant de céder le pouvoir à Donald Trump, il gracie préventivement des élus, des fonctionnaires et cinq membres de sa famille. Parmi les personnes graciées figurent l'ancien chef d'état-major, le général Mark Milley, et le conseiller en chef pour la santé publique notamment durant la pandémie de Covid-19, le docteur Anthony Fauci. L'ancienne parlementaire républicaine Liz Cheney bénéficie également de la grâce présidentielle, comme tous les élus et fonctionnaires ayant participé à la commission d'enquête sur l'assaut du Capitole par des partisans de Donald Trump en janvier 2021.

## État de santé
Durant la campagne présidentielle de 2020, l'état de santé de Joe Biden fait régulièrement l'objet de spéculations. Alors qu'il a précédemment été victime de deux attaques cérébrales, d'une embolie pulmonaire et d'une thrombose veineuse profonde, certaines déclarations incohérentes et son apparence éteinte interrogent et conduisent Donald Trump à le qualifier d'« endormi » (« Sleepy Joe »). Refusant de passer un test neuropsychologique, Joe Biden se défend d'être sénile. Dans ces conditions, le choix de sa vice-présidente apparaît particulièrement important,,.

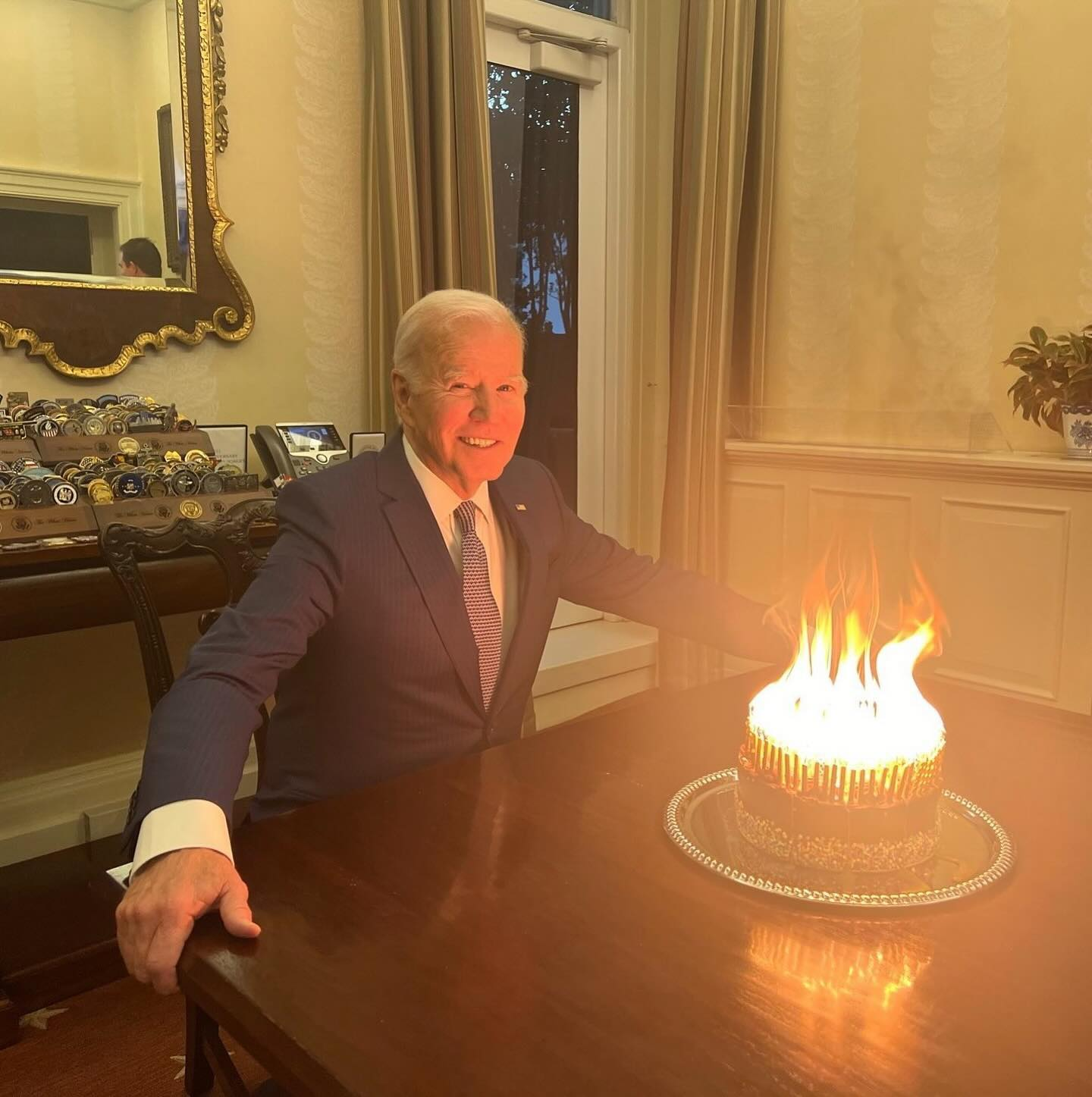
Joe Biden fêtant ses 81 ans, en novembre 2023.

Durant sa présidence, il perd l'équilibre à plusieurs reprises, multiplie les gaffes diplomatiques, apparaît fatigué ou désorienté, se montre confus sur plusieurs sujets et tient de nouveaux propos incohérents,,,,. Le 19 novembre 2021, sa vice-présidente, Kamala Harris, exerce les prérogatives présidentielles en raison d'un examen médical passé par Biden nécessitant une anesthésie générale, faisant ainsi d'elle pour une heure et vingt-cinq minutes la première femme à exercer la fonction de présidente des États-Unis ; à la suite de cette opération, son médecin le déclare physiquement apte à gouverner le pays, faisant notamment état d'un « examen neurologique extrêmement détaillé » ne montrant aucun signe de trouble mental. Cependant, contrairement à l'année précédente, une majorité d'électeurs sondés ne le considèrent pas en 2021 comme étant « en bonne santé ».
À mesure qu'avance son mandat, le comportement du président américain alimente les interrogations sur sa santé mentale et sur une possible sénilité,,,. En juin 2023, alors que ses maladresses sont de plus en plus nombreuses, The Guardian constate que les préoccupations concernant les capacités cognitives du président, sujet auparavant principalement traité par les médias conservateurs, deviennent de plus en plus courantes. L'Evening Standard estime en septembre suivant que « Joe Biden n'est plus assez bien mentalement pour être président » tandis que 80 % des Américains l'estiment trop vieux pour un second mandat. Le 8 février 2024, à la suite d'une série de confusions et d'un rapport judiciaire le présentant comme un « homme âgé avec une mauvaise mémoire », il organise une conférence de presse à la Maison-Blanche afin de réfuter les allégations sur la dégradation de ses facultés mentales,,,.
En mai 2025, Original Sin (« Péché originel »), livre de deux journalistes américains, Jake Tapper et Alex Thompson, du média d’investigation Axios, décrit comment l’entourage de Joe Biden « avec la complicité de l’appareil du parti et de la plupart des médias américains », a tenté de manière systématique de « dissimuler » le déclin cognitif du président,,.
Le 18 mai 2025, son équipe annonce qu'il est atteint d'un cancer de la prostate de forme « agressive » et qu’il présente des métastases dans l’os.

## Cote de popularité
Alors qu'il commence son mandat avec 55 % d'opinions positives, sa cote de popularité chute à l'été 2021, notamment en raison de sa gestion du retrait des troupes américaines d'Afghanistan,. En novembre, un an après son élection, il tombe à un niveau historiquement bas de 42,5 % d'opinions favorables selon FiveThirtyEight, seul un président américain — son prédécesseur Donald Trump (38 %) — ayant été plus bas à ce moment de sa présidence depuis la Seconde Guerre mondiale,. Les principaux griefs des Américains concerneraient l'économie, sa gestion de la pandémie de Covid-19, l'inflation en hausse, l'insécurité et l'immigration,,.
À l'été 2022, la popularité de Joe Biden chute au plus bas de la présidence sur fond de critiques concernant sa réaction à l'invasion de l'Ukraine par la Russie et d'inflation,,. Sa popularité remonte sensiblement par la suite, avec notamment de meilleurs résultats économiques,. Elle retombe par la suite, en raison de prix qui restent élevés mais aussi de sa position dans la guerre de Gaza, en particulier auprès des jeunes démocrates,.

## Historique électoral

### Élections présidentielles

#### Primaires démocrates
| Année | Parti      | Parti | Vote populaire | Vote populaire | Délégués | Rang    |
| Année | Parti      | Parti | Voix           | Pourcentage    | Délégués | Rang    |
| ----- | ---------- | ----- | -------------- | -------------- | -------- | ------- |
| 2008  |            | DEM   | Abandon        | Abandon        | 0 / 4417 | Abandon |
| 2020  | 19 080 152 | DEM   | 51.7 / 100     | 2716 / 3979    | 1er      |         |
| 2024  | 11 298 198 | DEM   | 86.7 / 100     | 3073 / 3979    | 1er      |         |

#### Élections générales
| Année | Parti      | Parti | Fonction briguée                | Colistier                | Vote populaire | Vote populaire | Grands électeurs | Rang |
| Année | Parti      | Parti | Fonction briguée                | Colistier                | Voix           | Pourcentage    | Grands électeurs | Rang |
| ----- | ---------- | ----- | ------------------------------- | ------------------------ | -------------- | -------------- | ---------------- | ---- |
| 2008  |            | DEM   | Vice-président                  | Barack Obama (président) | 69 498 516     | 52.9 / 100     | 365 / 538        | 1er  |
| 2012  | 65 915 795 | DEM   | Vice-président                  | Barack Obama (président) | 51.1 / 100     | 332 / 538      | 1er              |      |
| 2020  | Président  | DEM   | Kamala Harris (vice-présidente) | 81 268 757               | 51.3 / 100     | 306 / 538      | 1er              |      |

### Élections sénatoriales
| Année | Joe Biden | Républicain | Américain (en) | Prohibition | Libertarien | IPD (en) | NLP    |
| ----- | --------- | ----------- | -------------- | ----------- | ----------- | -------- | ------ |
| Année |           |             |                |             |             |          |        |
| 1972  | 50,48 %   | 49,10 %     | 0,35 %         | 0,08 %      | –           | –        | –      |
| 1978  | 57,96 %   | 41,02 %     | 1,03 %         | –           | –           | –        | –      |
| 1984  | 60,11 %   | 39,89 %     | –              | –           | –           | –        | –      |
| 1990  | 62,68 %   | 35,83 %     | –              | –           | 1,49 %      | –        | –      |
| 1996  | 60,04 %   | 38,13 %     | –              | –           | 1,21 %      | –        | 0,62 % |
| 2002  | 58,22 %   | 40,80 %     | –              | –           | 0,40 %      | 0,43 %   | 0,15 % |
| 2008  | 64,69 %   | 35,31 %     | –              | –           | –           | –        | –      |

## Publication
- Promets-moi, papa[319], L'Archipel, 2021 ((en) Promise Me, Dad, Flatiron Books, 2017  (ISBN 978-1250171672)), 280 p.

## Distinctions
Il est considéré en 2011 comme l'un des 100 hommes les plus influents de la planète selon le Time Magazine.
Le 15 mai 2016, Joe Biden reçoit (conjointement avec John Boehner) la médaille Laetare de l'université Notre-Dame-du-Lac, considérée comme la plus haute distinction pour les catholiques américains.

### Décorations américaines
- Médaille présidentielle de la Liberté décoré par Barack Obama le 12 janvier 2017[322].
- Médaille du ministère de la Défense pour service public distingué (en) le 16 janvier 2025[323].

### Décorations étrangères
- Grand-croix (classe exceptionnelle) de l'ordre du Mérite ( Allemagne), le 18 octobre 2024[324].
- Gran Cruz Extraordinaria de l'Ordre de Boyacá ( Colombie), le 17 novembre 2016.
- 1re classe de l'Ordre de la Croix de Terra Mariana ( Estonie), le 5 février 2004[325].
- Ordre de la Victoire de Saint Georges ( Géorgie), le 21 juillet 2009[326].
- Médaille du président ( Israël), le 14 juillet 2022[327].
- Ordre de la liberté ( Kosovo), le 21 mai 2009[328].
- 1re classe de l'Ordre des Trois Étoiles ( Lettonie), le 1er avril 2011.
- Grand-croix de l'Ordre de Vytautas le Grand ( Lituanie), le 11 juillet 2023[329].
- Ordre de la Grande Étoile ( Monténégro), le 22 mars 2018[330].
- Hilal-e-Pakistan ( Pakistan), le 28 octobre 2008[331].
- Ordre de la Liberté ( Ukraine), le 17 janvier 2017[332].
- Croix du mérite militaire ( Ukraine), le 22 décembre 2022[333].